# Liste der Päpste

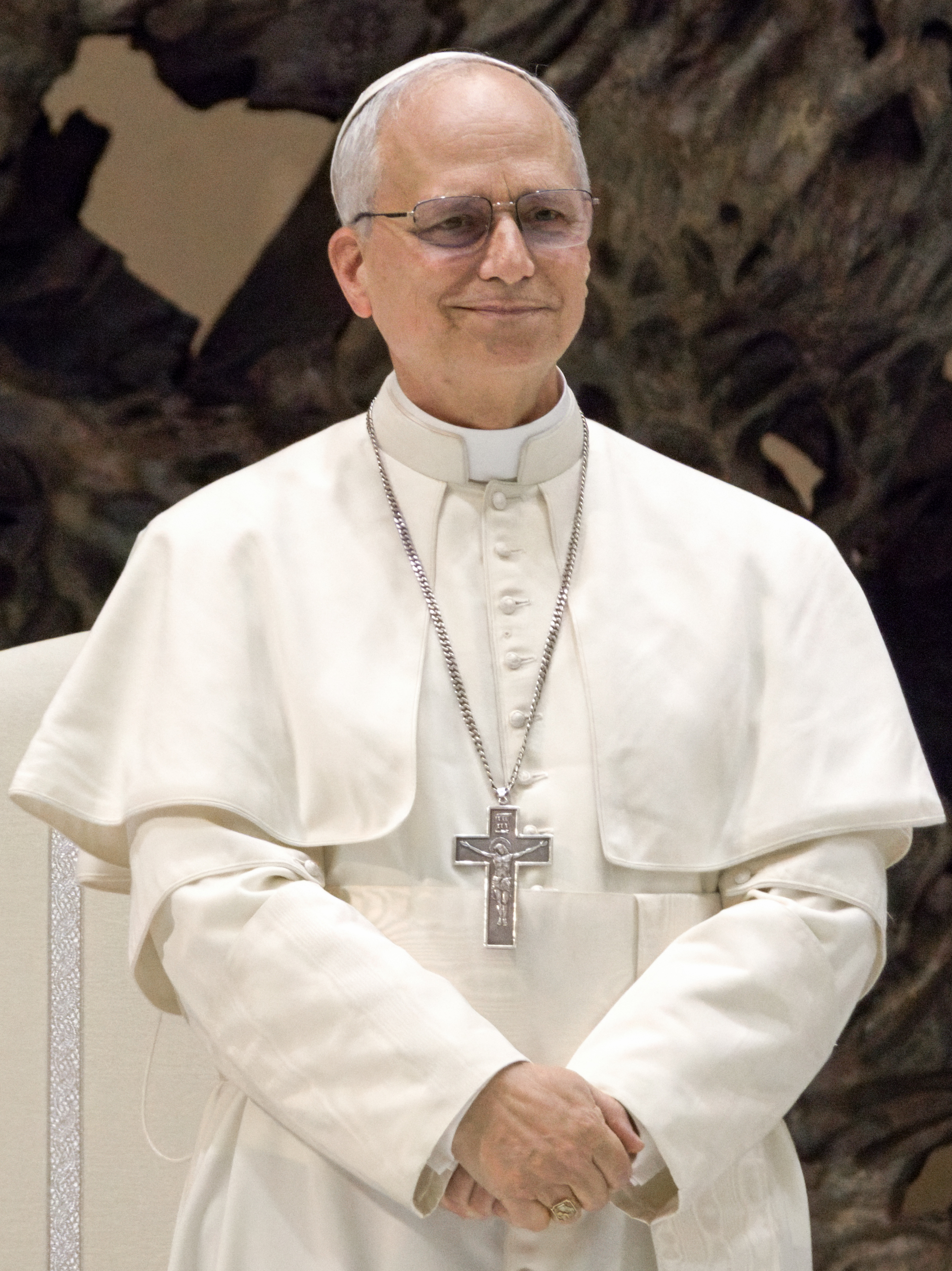
Der amtierende Papst Leo XIV. (2025)

Die Liste der Päpste führt alle Bischöfe von Rom (Päpste) auf. Diese tragen seit dem 5. Jahrhundert, nach dem Vorbild ihrer Amtsbrüder aus Alexandria, den Ehrentitel Papa.
Die katholische Kirche zählt offiziell 267 Päpste. Dabei ist die Herrschaft von Benedikt IX. im Zuge der seinerzeitigen Machtkämpfe auf drei Pontifikate in den Jahren 1032 bis 1048 aufgeteilt; er wird daher dreimal und als einziger Papst mehr als einmal gezählt. Somit umfasst die Liste 265 natürliche Personen, von denen aber einige der ersten nicht historisch gesichert sind.

## Einführung

### Die Frage des Monepiskopats
Es ist nicht dokumentiert, ob – gemäß der Frage nach der Herausbildung des Monepiskopats – die Gemeinde in Rom in den ersten 200 Jahren von einem einzigen Bischof oder von einem Rat von Presbytern (griechisch πρεσβύτεροι, Ältestenrat) geleitet wurde, wird aber von katholischer Seite traditionell so gelehrt. Es wird angeführt, dass sich schon bei Clemens I. (vermutlich etwa 88 bis 97) zeige, dass ein einziger Bischof besondere Leitungsfunktionen innehaben konnte. Darüber hinaus genüge es (laut Irenäus von Lyon) zur Sicherung der apostolischen Sukzession, lediglich seinen Namen festzuhalten. Die spezifische, historisch nicht sichere Quellenlage ist deshalb in Bezug auf potentielle Bischöfe mindestens der ersten 200 Jahre zu beachten.
Ein frühes Zeugnis stammt von Eusebius von Caesarea (um 260 – um 340). Er bezeichnet Hippolyt als Bischof, allerdings ohne den Ort anzugeben. Gleichzeitig nennt er ihn einen Zeitgenossen von Zephyrin († 217), weswegen er hier als Gegenpapst geführt wird. Den Bischofstitel bestätigt allerdings auch Apollinaris von Laodicea (um 315 – um 390), der Hippolyt darüber hinaus jedoch ausdrücklich „Bischof von Rom“ nennt, was auf mehrere Christengemeinden in der Stadt bzw. der Region hinweist.

### Zur Entstehung des Titels
Der später im Mittelalter offiziell verwendete römische Titel Papa ist vom griechischen Πάππα (kindliche Anrede des Vaters) entlehnt. Im griechischen Kulturkreis wurde diese familiäre, vertraute Anrede für ältere Würdenträger (Presbyter) auch in den sich etablierenden christlichen Gemeinden der ersten Jahrhunderte verwendet. (Bis heute ist παπάς die Bezeichnung für den einfachen Pfarrer einer griechischen Gemeinde, während παππού der deutschen Anrede Opa entspricht.) Patriarch Heraklas (reg. 232–248) gilt als erster Bischof, der diesen Ehrentitel (Πάππας) führte. Seine Nachfolger, die Päpste der koptisch-orthodoxen Kirche (aktuell seit November 2012 Tawadros II.), tragen diesen Titel bis heute. Erst 70 Jahre nach Heraklas wurde erstmals ein römischer Amtsbruder mit diesem Titel bezeichnet.
Marcellinus, 304 n. Chr. gestorben, ist der erste römische Bischof, für den durch eine zeitgenössische Inschrift die Bezeichnung Papa bezeugt ist; Siricius, von 384 bis 399 Papst, der erste, der sie auch als Eigenbezeichnung verwendete. Seit Leo dem Großen von 440 bis 461 etabliert sie sich als übliche Bezeichnung auch des Bischofs von Rom. Erst seit Gregor VII. von 1073 bis 1085 nimmt die römische Kirche den Titel als exklusives Vorrecht des römischen Bischofs in Anspruch. Der davon abgeleitete deutsche Begriff Papst tritt ab dem späten Mittelalter in unterschiedlichen Schreibweisen auf. Nichtsdestoweniger werden auch die frühen Bischöfe Roms heute traditionell in der deutschen historischen Literatur als Päpste bezeichnet.

### Das Christentum als Institution des öffentlichen Rechts
Mit dem Toleranzedikt des Galerius von 311 wurde die Christenverfolgung im Römischen Reich beendet. In der Mailänder Vereinbarung gewährte der halbgriechische Kaiser Konstantin der Große 313 gemeinsam mit dem im griechischen Osten amtierenden Mitkaiser Licinius die Freiheit zur Ausübung jeglicher Religion im Reich und stellte damit das sich unter den Griechen ausbildende Christentum mit den anderen Religionen gleich.
324 übernahm Konstantin die Alleinherrschaft und verlegte ein Jahr später seine kaiserliche Hauptresidenz ins griechische Byzantion, also in die Region der Heimatstadt seiner Mutter Helena, einer griechischen Christin. Mit einigem finanziellen Aufwand organisierte er dort im Jahr 325 eine erste Ökumenische Synode im nahen Nicäa. Seine Einladung erging an die Επίσκοποι (Bischöfe) aller christlichen Gemeinden und deckte sämtliche Reisekosten für ca. 2000 Gäste. Auf der Synode erwirkte er eine Niederlegung der innerchristlichen Richtungskämpfe und ein gemeinsames Glaubensbekenntnis. In Nicäa verkündete Konstantin seinen Anspruch, den Kirchen auch als „Bischof der Bischöfe“ und nicht nur generell als Augustus vorzustehen. Da in jener Zeit alle Bischöfe, als gewählte Vertreter ihrer Gemeinden, gleichberechtigt waren, schloss Konstantin damit eine unabhängige Kirchenhierarchie innerhalb der Jurisdiktion des Römischen Reiches aus.

### Legitimität des Bischofs von Rom
Die seit dem Mittelalter viel diskutierte Frage der Rechtmäßigkeit einzelner römischer Bischöfe (Gegenpapst) erlangte erst lange nach der „Verstaatlichung“ des römischen Episkopats überhaupt Bedeutung. Die römisch-katholische Kirche führt Silvester I. (4. Jahrhundert) als legitimen Papst unter Konstantin, dessen Episkopat mit 22 Jahren ungewöhnlich lange gedauert haben soll, bis zum 19. Jahrhundert das längste der Geschichte. Über sein Wirken ist dennoch kaum etwas bekannt. Zudem wurden im Mittelalter mehrere Fälschungen erstellt, insbesondere die Symmachianischen Fälschungen (um 500) und die Konstantinische Schenkung (um 800), die im Nachhinein den päpstlichen Anspruch der Vorrangstellung im Abendland propagierten.
Bis zum Konzil von Konstanz von 1414 bis 1418 kam es immer wieder zu Schismen, die die Frage aufwarfen, wer rechtmäßiger Papst sei und wer nicht. Die jeweilige Sachlage ist nicht immer geklärt und lässt sich oft nicht mehr klären. In der Folge nannte sich zum Beispiel Angelo Roncalli 1958 nicht Johannes XXIV. (vergleiche Papstname), weil er die – schon seit dem Konstanzer Konzil offene – Frage nach der Rechtmäßigkeit des Gegenpapstes Johannes XXIII. (15. Jahrhundert) durch seine Namenszählung nicht nachträglich zu dessen Gunsten entscheiden wollte.

## Statistik

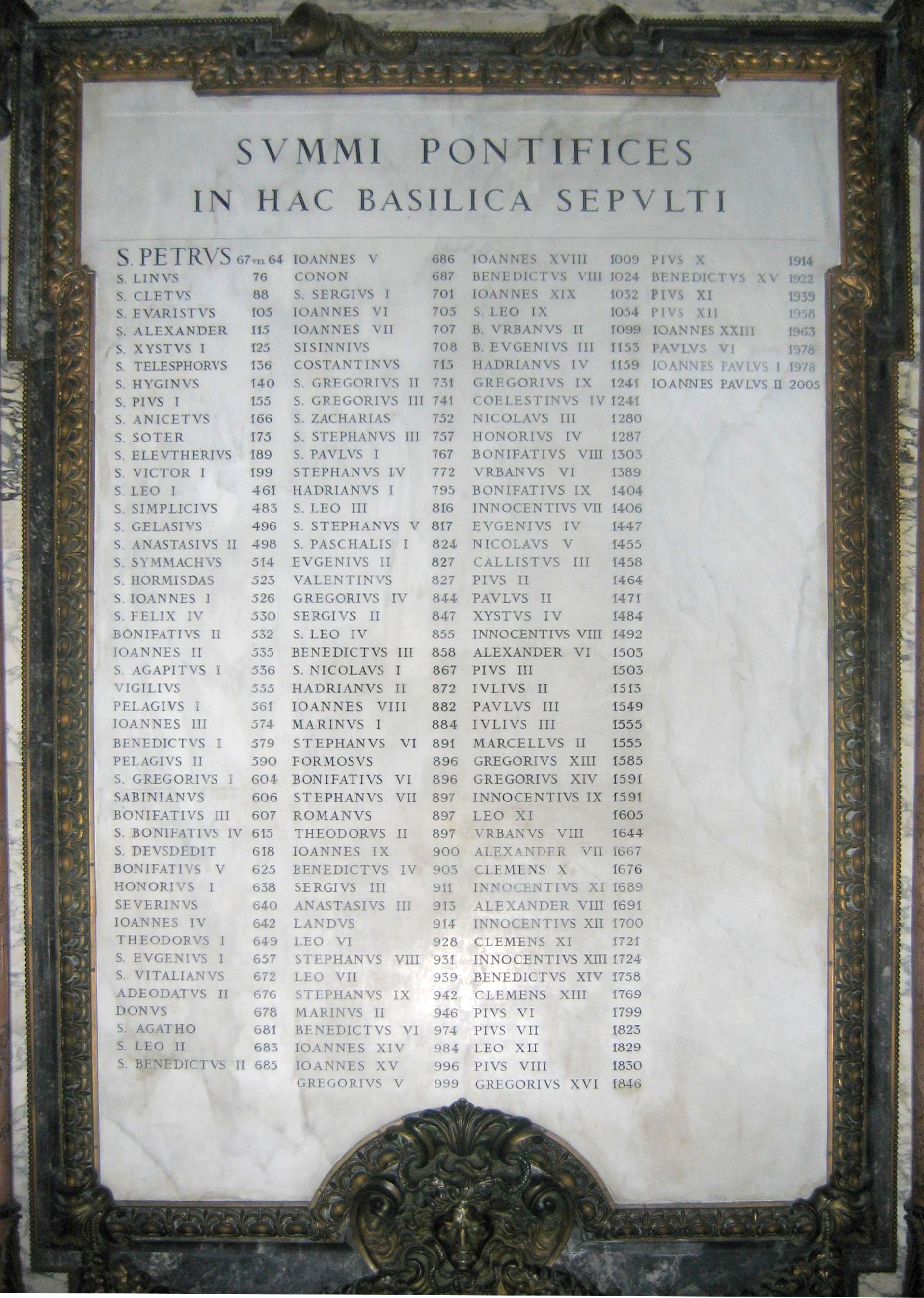
Tafel der im Petersdom bestatteten Päpste (2015)

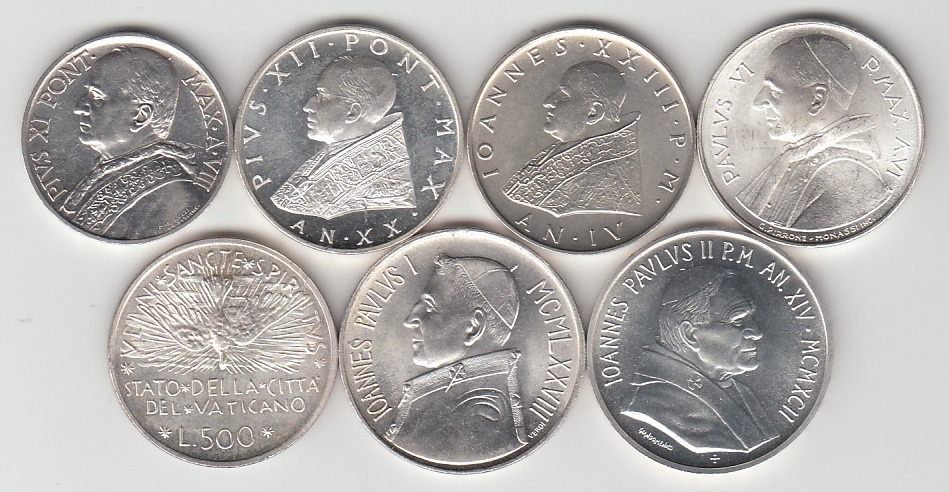
Päpste auf Münzen der Vatikanischen Lira

- Bis zum heutigen Tage gab es, ohne Rücksicht auf die Legitimation, insgesamt 308 kirchenhistorisch relevante Päpste.
- Davon waren 31 Gegenpäpste in Rom, zwei in Pisa und fünf in Avignon.
- Bei vier Päpsten ist die Legitimität unklar.
- Von den verbleibenden 267 Päpsten amtierten 260 in Rom und 7 in Avignon, die jedoch von dort aus Bischöfe von Rom blieben.
- Drei Päpste (Stephan (II.), Coelestin IV. und Hadrian V.) starben vor der zeremoniellen Amtseinführung in ihr päpstliches Amt. Coelestin IV. war immerhin Kardinalbischof (von Sabina), Stephan war nur Priester (ohne Bischofsweihe), Hadrian war sogar nur Diakon (er hatte weder die Priester- noch die Bischofsweihe empfangen).
- Zwei Päpste (Coelestin V. und Benedikt XVI.) traten aus freien Stücken von ihrem Amt zurück, weil sie sich ihren Aufgaben nicht mehr gewachsen fühlten. Andere Päpste (u. a. Pontianus, Silverius und Gregor XII.) verzichteten unter äußerem Druck auf ihr Amt.
- 82 Päpste und ein Gegenpapst werden als Heilige verehrt. Neun Päpste wurden seliggesprochen, für drei Päpste läuft ein Seligsprechungsprozess.
- Der am häufigsten gewählte Name ist mit 24-mal Johannes bis Papst Johannes XXIII.: 21 legitime Päpste (I.-XV., XVII.-XIX., XXI.-XXIII.) und drei Gegenpäpste (VIII., XVI. und XXIII.). Johannes VIII. und XXIII. wurde für einen rechtmäßigen und einen Gegenpapst vergeben, XVI. nur für einen Gegenpapst und XX. wurde nicht vergeben. Außerdem kommt der Name nach Papst Johannes XXIII. bisher zzgl. zweimal im Doppelnamen Johannes Paul vor.
- Zwei Päpste erhielten den Titel eines Kirchenlehrers: Gregor der Große und Leo der Große.
- Zwischen dem Jahr 33, dem Beginn des Pontifikats des Petrus, und dem Jahr 2025, dem Ende des Pontifikats Franziskus‘, liegen 1992 Jahre. Das Päpstliche Jahrbuch erkennt in dieser Zeit 266 Päpste an. Alle sieben längeren Sedisvakanzen dauerten zusammen etwa 16,5 Jahre. Daraus ergibt sich eine durchschnittliche Pontifikatsdauer von 7 Jahren und 5 Monaten: (1992 – 16,5) / 266 = 7,43.
- Der Papst mit der längsten Amtszeit war Pius IX. (1846–1878) mit 31 Jahren und 8 Monaten. Dahinter folgen Johannes Paul II. (1978–2005) mit 26 Jahren 5 Monaten und 18 Tagen sowie Leo XIII. (1878–1903) mit 25 Jahren 5 Monaten.[5]
- Der Papst mit der kürzesten Amtszeit war Stephan (II.) mit 4 Tagen. Darauf folgen Urban VII. im Jahr 1590 mit 12 Tagen und Bonifatius VI. mit 15 Tagen. Johannes Paul I. war 1978 nur 33 Tage der 263. Bischof von Rom
- Papst Leo XIII. (1878–1903) war, als er mit 93 Jahren und 140 Tagen starb, der bisher älteste Papst. Ihm folgt Franziskus (2013–2025) mit 88 Jahren und 125 Tagen als zweitältester Papst im Amt. Franziskus‘ Vorgänger Benedikt XVI. hatte schon 2013 im Alter von 85 Jahren und 318 Tagen auf sein Amt verzichtet, übertraf als emeritierter Papst das Lebensalter aller anderen Päpste und wurde 95 Jahre und 259 Tage alt

## Bischöfe von Rom und Päpste
Anmerkungen:
- Gegenpäpste sind mittelgrau hinterlegt und kursiv gesetzt.
- Heiliggesprochene oder seliggesprochene Päpste sind mit (hl.) beziehungsweise (sel.) gekennzeichnet.
- Die sogenannte Päpstin Johanna (Johannes Anglicus) ist nicht aufgeführt, da ihre Existenz historisch nicht belegt ist und sie als legendäre Gestalt gilt.
- Es existierten keine Päpste mit den Namen Martin II. oder Martin III., da im späten Mittelalter Marinus I. und Marinus II. irrtümlich unter diesen Namen gelistet waren. Ebenso gibt es keinen Johannes XX., der irrtümlich übersprungen wurde.
- Es existiert kein legitimer Papst mit dem Namen Johannes XVI., wohl aber ein Gegenpapst. Ebenso existiert kein legitimer Benedikt X. Auch Alexander V., Anaklet II., Felix V., Konstantin II., Paschalis III., Silvester III. und Silvester IV. kommen bislang nur als Gegenpäpste vor.
- Es gab zwei Päpste mit dem Namen Stephan II.: Stephan (II.) und Stephan II. Der Erstere hatte eine nur viertägige Amtszeit und wird wegen fehlender Bischofsweihe heute nicht gezählt. Überdies gibt es zwei Gegenpäpste mit dem Namen Viktor IV., aber keinen legitimen Papst dieses Namens.
- Außerordentlich lange Sedisvakanzen sind mit (Sedisvakanz) markiert und violett hinterlegt.
- Problematisch sind die Pontifikate der beiden in Pisa von einer Fraktion des römischen Kardinalskollegiums gewählten Päpste Alexander V. und Johannes XXIII., die erst seit dem 20. Jahrhundert von der katholischen Kirche als Gegenpäpste betrachtet werden.
- Der einzige als Heiliger verehrte Gegenpapst ist Hippolyt von Rom, vermuteter Autor der Traditio Apostolica.

| Nr. (nach Zählung des Vatikan) | Bild                                             | Papst                             | weltlicher Name                                | Herkunft                                                               | Amtszeit       | Amtsdauer                  | Anmerkungen | Wappen |
| ------------------------------ | ------------------------------------------------ | --------------------------------- | ---------------------------------------------- | ---------------------------------------------------------------------- | -------------- | -------------------------- | --- | ------ |
| 1                              |                                                  | Petrus (hl.)                      | Simon Petrus (aramäisch Keifa, כיפא)           | Römisches Reich, Galiläa                                               | 0033(?)–67(?)  |                            | Jünger Jesu und Apostel, war laut altkirchlicher Tradition erster Bischof von Rom. |        |
| 2                              |                                                  | Linus (hl.)                       |                                                | Römisches Reich, Tuscien                                               | 0067(?)–79(?)  |                            | Seine Historizität ist nicht gesichert. |        |
| 3                              |                                                  | Anaklet (hl.)                     |                                                | Römisches Reich, Rom                                                   | 0079(?)–88(?)  |                            | Seine Historizität ist nicht gesichert, angeblich führte er die Weihebestimmungen für Bischofs- und Priesterweihen ein. |        |
| 4                              |                                                  | Clemens I. (hl.)                  |                                                | Römisches Reich, Rom                                                   | 0088(?)–97(?)  |                            | Er ist historisch fassbar, ebenso wie sein Aufenthalt in Rom, wo er geboren wurde. Ob er Bischof von Rom war, ist aber unsicher. Er ist der Verfasser zumindest eines Briefes. |        |
| 5                              |                                                  | Evaristus (hl.)                   |                                                | Römisches Reich; vermutlich griechischer und jüdischer Herkunft        | 0097(?)–105(?) |                            | Daten nicht gesichert |        |
| 6                              |                                                  | Alexander I. (hl.)                |                                                | Römisches Reich, Rom                                                   | 0105(?)–115(?) |                            | Daten nicht gesichert |        |
| 7                              |                                                  | Xistus I., (hl.) (lat.) Sixtus I. |                                                | Römisches Reich, vermutlich griech. Herkunft                           | 0115(?)–125(?) |                            | Biografische Daten nicht überliefert. Sein heute gebräuchlicher lat. Name deutet auf eine spätere Bezeichnung als 6. Papst nach Petrus. |        |
| 8                              |                                                  | Telesphorus (hl.)                 |                                                | Römisches Reich; griechischer Herkunft                                 | 0125(?)–136(?) |                            | Daten unsicher. Er soll wichtige Traditionen wie die Passionszeit, die Weihnachtsmesse um Mitternacht und das Feiern von Ostern an einem Sonntag eingeführt haben. |        |
| 9                              |                                                  | Hyginus (hl.)                     |                                                | Römisches Reich, möglicherweise aus Athen; griechischer Herkunft       | 0138–140(?)    |                            | Biografische Daten nicht gesichert |        |
| 10                             |                                                  | Pius I. (hl.)                     |                                                | Römisches Reich, Aquileia                                              | 0140(?)–155(?) |                            | Die biografischen Daten über ihn sind nicht gesichert. Es gibt Hinweise, dass er der erste von den Presbytern der römischen Gemeinde(n) gemeinsam gewählte Episkopos (Bischof) war. Er bekämpfte die Gnostiker. |        |
| 11                             |                                                  | Anicetus (hl.)                    |                                                | Römisches Reich, Syria, Homs                                           | 0155(?)–166(?) |                            | Die überlieferten biografischen Daten über ihn sind zum Teil unglaubwürdig. Er verdammte den Montanismus als Häresie und bekämpfte Gnostizismus und Markionismus. Die Vorschrift, dass Priester keine langen Haare tragen dürfen, wird ihm zugeschrieben. |        |
| 12                             |                                                  | Soterus (hl.)                     |                                                | Römisches Reich, Fondi                                                 | 0166(?)–175(?) |                            | Biografische Daten nicht gesichert, Überliefertes zum Teil unglaubwürdig. Er bestimmte, dass Ehen ohne priesterlichen Segen nicht gültig seien. |        |
| 13                             |                                                  | Eleutherus (hl.)                  |                                                | Römisches Reich, Nikopolis; griechischer Herkunft                      | 0175(?)–189(?) |                            | Biografische Daten nicht gesichert, Überliefertes zum Teil unglaubwürdig |        |
| 14                             |                                                  | Viktor I. (hl.)                   |                                                | Römisches Reich, vermutlich aus Africa                                 | 0189(?)–199(?) |                            | Er versuchte vergeblich, innerhalb des römischen Episkopats dessen griechischen Ursprung zurückzudrängen. Viktor exkommunizierte ganze kleinasiatische Gemeinden, die das Osterfest wie gewohnt am 14. Nisan (Pessach) des jüdischen Kalenders feierten, während es im fernen Rom am Sonntag danach gefeiert wurde. Um die Gefahr eines Schismas zu vermeiden, nahm er dies aber wieder zurück. Außerdem bekämpfte er den Monarchianismus und schloss dessen führende Mitglieder von der Kirche aus.                                                                                                  |        |
| 15                             |                                                  | Zephyrinus (hl.)                  |                                                | Römisches Reich, Rom                                                   | 0199(?)–217(?) |                            | Von ihm stammt die erste wörtlich überlieferte dogmatische Erklärung: „Ich weiß einen Gott, Jesus Christus, und außer ihm keinen anderen, der geboren ist und gelitten hat.“ Ansonsten ist wenig über ihn bekannt. |        |
| –                              |                                                  | Natalis                           |                                                |                                                                        | 0200           |                            | Belegt durch Eusebius von Caesarea. |        |
| 16                             |                                                  | Calixt I. (hl.)                   |                                                | Römisches Reich, Rom                                                   | 0217(?)–222(?) |                            | Der Zeitgenosse Hippolyt, der ihn aufgrund des während seines Episkopats eingeführten Ablasses verabscheute, berichtet, dass Calixt Sklave gewesen sei und aufgrund von kriminellen Geldgeschäften mehrmals verhaftet und sogar als Minenarbeiter eingesetzt worden sei. Er verfolgte den modalistischen Monarchianismus und exkommunizierte dessen Führer Sabellius. |        |
| –                              |                                                  | Hippolyt (hl.)                    |                                                | Römisches Reich, mutmaßlich aus dem Ostteil des röm. Reiches stammend  | 0217(?)–235(?) |                            | Er verfasste zahlreiche geistliche Werke wie die Traditio Apostolica, Refutatio omnium haeresium, eine Streitschrift gegen Häretiker, eine Weltchronik und Hilfen zur Errechnung des Ostertermins. Ob er Gegenpapst war, ist nicht eindeutig bewiesen, genauso wie das Schisma, das er dadurch hätte auslösen müssen. Wenn ja, wäre er der erste und einzige heilige Gegenpapst. |        |
| 17                             |                                                  | Urban I. (hl.)                    |                                                | Römisches Reich, Rom                                                   | 0222(?)–230(?) |                            | Einige unbewiesene Taten wie der Erlass, liturgisches Gerät nur aus Silber zu fertigen, und das gefälschte Dekret in Pseudoisidor sind das einzig Bemerkenswerte über ihn. |        |
| 18                             |                                                  | Pontianus (hl.)                   |                                                | Römisches Reich, Rom                                                   | 0230(?)–235    |                            | Nachdem er von Maximinus Thrax als Minenarbeiter nach Sardinien geschickt worden war, trat er als erster römischer Bischof von seinem Amt zurück. Aufgrund seines Todes in den Minen gilt er als erster Papst, dessen Martyrium historisch belegbar ist. |        |
| 19                             |                                                  | Anterus (hl.)                     |                                                | Römisches Reich, Rom; griechischer Herkunft                            | 0235–236       | 1 Monat 13 Tage            | Er ist der erste historisch eindeutig gesicherte Bischof von Rom. Über seine kurze Amtszeit fehlen aber Informationen. |        |
| 20                             |                                                  | Fabianus (hl.)                    |                                                | Römisches Reich, Rom                                                   | 0236–250       | 14 Jahre 10 Tage           | Sehr wahrscheinlich, aber nicht eindeutig bewiesen, ist seine Neuordnung der Kirche und deren Ausbreitung ins heutige Frankreich. Er hielt engen Kontakt mit seinem Zeitgenossen Origenes und teilte Rom in sieben Diakonatsbezirke ein. |        |
| 21                             |                                                  | Cornelius (hl.)                   |                                                | Römisches Reich, Civitavecchia                                         | 0251–253       |                            | Er sprach sich für die Wiederaufnahme von abgefallenen Gläubigen aus, wodurch das erste Schisma der Kirchengeschichte ausgelöst wurde. Er arbeitete eng mit seinem Zeitgenossen Cyprian von Karthago zusammen, wurde aber 253 von Kaiser Trebonianus Gallus ins Exil nach Centumcellae geschickt, wo er starb. |        |
| –                              |                                                  | Novatian                          |                                                | Römisches Reich; Herkunft unsicher                                     | 0251–258       |                            | Er ist der erste historisch greifbare Gegenpapst. Im Gegensatz zu seinem Gegner Cornelius vertrat er die Auffassung, dass abtrünnige Christen und schwere Sünder nie mehr in die Kirche zurückkehren dürften. Die durch ihn begründete Sekte der Novatianer bestand teilweise noch bis ins 5. Jahrhundert. |        |
| 22                             |                                                  | Lucius I. (hl.)                   |                                                | Römisches Reich, Rom                                                   | 0253–254       | 8 Monate 8 Tage            | Er führte die milde Praxis des Cornelius fort und wurde ebenso wie er von Trebonianus Gallus verbannt, konnte aber nach dessen Tod zurückkehren. |        |
| 23                             |                                                  | Stephan I. (hl.)                  |                                                | Römisches Reich, Rom; griechischer Herkunft                            | 0254–257       |                            | Auch er stand während seines vergleichsweise friedlichen Pontifikats im Konflikt mit Novatian, zerstritt sich jedoch zusätzlich im Ketzertaufstreit mit Theologen aus Nordafrika. Er setzte sich außerdem für die Unauflöslichkeit der Ehe ein und erfand den Verlobungsring. |        |
| 24                             |                                                  | Sixtus II. (hl.)                  |                                                | Römisches Reich; griechischer Herkunft                                 | 0257–258       | 11 Monate 7 Tage           | Er legte den Ketzertaufstreit bei und wurde auf Befehl von Kaiser Valerian getötet. Er war der erste römische Bischof, der einen Namen trug, den schon einer seiner Vorgänger getragen hatte. |        |
| 25                             |                                                  | Dionysius (hl.)                   |                                                | Römisches Reich, Magna Graecia                                         | 0260–268       |                            | Er ordnete die Kirche neu und schloss einen Frieden mit Kaiser Gallienus. Er verurteilte den Subordinatianismus und den Sabellianismus. Ebenfalls korrespondierte er mit Dionysius von Alexandria. |        |
| 26                             |                                                  | Felix I. (hl.)                    |                                                | Römisches Reich, Rom                                                   | 0269–274       | 5 Jahre 11 Monate 25 Tage  | Er soll das Gesetz zur Einsegnung von Kirchen erlassen und die Messen an den Gräbern Verstorbener gestattet haben. |        |
| 27                             |                                                  | Eutychianus (hl.)                 |                                                | Römisches Reich, Dalmatia, Salona                                      | 0275–283       | 8 Jahre 11 Monate 3 Tage   | Mögliche Daten über ihn sind ungesichert, nicht einmal die Dauer seiner Amtszeit ist unangezweifelt. |        |
| 28                             |                                                  | Cajus (hl.)                       |                                                | Römisches Reich, Dalmatia                                              | 0283–296       | 12 Jahre 4 Monate 5 Tage   | Trotz Verfolgungen erlebte die Christenheit unter seinem Episkopat eine ruhige Periode, in der zahlreiche neue Kirchen gebaut werden konnten. Er verfügte, dass ein zukünftiger Bischof zuvor Lektor, Exorzist, Akolyth, Subdiakon, Diakon und Priester gewesen sein muss. |        |
| 29                             |                                                  | Marcellinus (hl.)                 |                                                | Römisches Reich, Rom                                                   | 0296–304       |                            | In seiner Amtszeit beginnt die Christenverfolgung unter Diokletian. Er war der erste Bischof von Rom, für den der Titel papa verwendet wurde, jedoch nicht als Selbstbezeichnung. |        |
| –                              |                                                  | (Sedisvakanz, 4 Jahre)            |                                                |                                                                        | 0304–308(?)    |                            | Während dieser vier Jahre erreichte die diokletianische Christenverfolgung ihren Höhepunkt. |        |
| 30                             |                                                  | Marcellus I. (hl.)                |                                                | Römisches Reich; Herkunft umstritten                                   | 0308(?)–309(?) |                            | Er organisierte die Kirche nach der Verfolgung neu und trat dabei für die Bestrafung von während der Verfolgung abgefallenen Christen ein. Aufgrund daraus entstehender Gewalttätigkeiten innerhalb der Gemeinde wurde er von Kaiser Maxentius, der die Unruhen nicht billigte, aus Rom verbannt. |        |
| 31                             |                                                  | Eusebius (hl.)                    |                                                | Römisches Reich; griechischer Herkunft                                 | 0309(?)        |                            | Während seines Episkopats setzten sich die blutigen Auseinandersetzungen fort. Im Gegensatz zu seinem Vorgänger plädierte er für eine Rückkehr von aus Angst um ihr Leben abgefallenen Christen, wurde aber ebenso verbannt. Einige Quellen datieren seine Amtszeit und seinen Tod auf das Jahr 310, wodurch die folgende Sedisvakanz entfiele. |        |
| –                              |                                                  | Heraklius                         |                                                | Römisches Reich; griechischer Herkunft                                 | 0309 oder 310  |                            | Gegenpapst; wurde wahrscheinlich ebenfalls durch Maxentius nach Sizilien verbannt. Ansonsten ist fast nichts über ihn bekannt. |        |
| –                              |                                                  | (Sedisvakanz, 1 Jahr)             |                                                |                                                                        | 0309(?)–310(?) |                            | |        |
| 32                             |                                                  | Miltiades (hl.)                   |                                                | Römisches Reich, Rom; angebliche Herkunft aus Africa unbestätigt       | 0310–314       |                            | In seine Amtszeit fallen die Schlacht an der Milvischen Brücke, das Ende der Christenverfolgungen im Römischen Reich unter Konstantin I. in Form des Toleranzedikt des Galerius und der Mailänder Vereinbarung und der Erwerb des Lateran. Er bekämpfte Montanismus und Donatismus. |        |
| 33                             |                                                  | Silvester I. (hl.)                |                                                | Römisches Reich; Herkunft umstritten                                   | 0314–335       | 21 Jahre 10 Monate 29 Tage | Der Vollzug der Konstantinischen Wende, Kaiser Konstantins Inanspruchnahme des Christentums durch seine Selbstbezeichnung „Bischof der Bischöfe“ wie auch das unter seiner Leitung 325 einberufene Erste Konzil von Nicäa als erstes ökumenisches Konzil, auf dem er ein einheitliches Glaubensbekenntnis durchsetzte und auf dem Silvester nicht erschien, sind als wichtige Ereignisse dessen Episkopats zu nennen. Die angeblich von ihm entgegengenommene Konstantinische Schenkung erwies sich als historische Fälschung der Franken gleich nach Karls Kaiserkrönung im Jahre 800.               |        |
| 34                             |                                                  | Marcus (hl.)                      |                                                | Römisches Reich, Rom                                                   | 0336           | 8 Monate 19 Tage           | Er hatte eine heftige aus dem Konzil von Nicäa resultierende Auseinandersetzung mit dem Arianismus (Arianischer Streit) zu bestehen, in die auch der Kaiser eingriff. |        |
| 35                             |                                                  | Julius I. (hl.)                   |                                                | Römisches Reich, Rom                                                   | 0337–352       | 15 Jahre 2 Monate 6 Tage   | Er ergriff Position für den von den Arianern verbannten Bischof von Alexandria Athanasius und gewährte ihm Exil in Rom. |        |
| 36                             |                                                  | Liberius                          |                                                | Römisches Reich, Rom                                                   | 0352–366       | 14 Jahre 4 Monate 7 Tage   | Vertrat ursprünglich die Position seines Vorgängers, wurde aber von Kaiser Constantius II. zu Zugeständnissen gezwungen, nachdem dieser ihn zwischenzeitlich verbannt hatte. Er ist der erste nicht heiliggesprochene legitime Papst. |        |
| –                              |                                                  | Felix II.                         |                                                | Römisches Reich, Rom, Portus Romae                                     | 0355–365       |                            | Wurde als Arianer von Constantius II. nach der Vertreibung des Liberius zum römischen Bischof erhoben. Nach dessen Rückkehr aus dem Exil musste er ihm aber wegen seiner Unbeliebtheit beim Volk weichen. |        |
| 37                             |                                                  | Damasus I. (hl.)                  |                                                | Römisches Reich, Idanha-a-Velha, heute zu Portugal                     | 0366–384       | 18 Jahre 2 Monate 10 Tage  | Obwohl er sich gegen den Minderheitskonkurrenten Ursinius behaupten musste, baute er erfolgreich seine Vormachtstellung als Nachfolger Petri aus, indem er die kirchliche Gerichtshoheit im Westen ausübte. Er verlangte einen gesetzlichen Zölibat und gab die lateinische Vulgata-Übersetzung der Bibel in Auftrag. Die Beilegung des Arianischen Streits fand 381 auf dem Konzil von Konstantinopel statt. |        |
| –                              |                                                  | Ursinus                           |                                                | Römisches Reich, Rom                                                   | 0366–367       |                            | Er wurde von Minderheiten zum römischen Bischof gewählt und versuchte, seine Wahl mit Gewalt und Diplomatie durchzusetzen, scheiterte aber und wurde der Stadt verwiesen. Bis zu seinem Tod erhoben er und seine Anhänger weiter Anspruch auf den Bischofsstuhl. |        |
| 38                             |                                                  | Siricius (hl.)                    |                                                | Römisches Reich, Rom                                                   | 0384–399       | 14 Jahre 3 Monate 21 Tage  | Er verwendete erstmals den Titel papa („Papst“) als Eigenbezeichnung und erließ Dekrete als Befehlsschreiben. Darüber hinaus bestimmte er, dass Bischöfe in Zukunft nur von mehreren Amtskollegen und mit päpstlicher Zustimmung geweiht werden durften. Bußstrafen wurden gemildert, der Zölibat verschärft. Während seiner Amtszeit wurde das Christentum durch Kaiser Theodosius I. de facto zur Staatsreligion des Römischen Reiches erklärt. |        |
| 39                             |                                                  | Anastasius I. (hl.)               |                                                | Römisches Reich, Rom                                                   | 0399–401       | 2 Jahre 22 Tage            | Die einzigen von ihm erhaltenen Dokumente sind drei Briefe, in denen er im ausgebrochenen origenistischen Streit den Theologen Origenes (185–254) verurteilt. |        |
| 40                             |                                                  | Innozenz I. (hl.)                 |                                                | Römisches Reich, Rom                                                   | 0401–417       | 16 Jahre 2 Monate 20 Tage  | Der Machtverlust des Weströmisches Reich wurde in seiner Amtszeit durch die Plünderung Roms (410) durch die Westgoten deutlich. Er verlangte weiterhin seine Vormachtstellung als Papst und Nachfolger Petri. Möglicherweise war er der Sohn seines Vorgängers. |        |
| 41                             |                                                  | Zosimus (hl.)                     |                                                | Römisches Reich, Mesoraca; griechischer Herkunft                       | 0417–418       | 1 Jahr 9 Monate 8 Tage     | Versuchte durch die Errichtung eines Erzbistums in Arles seine Macht nach Gallien auszuweiten und lag mit der nordafrikanischen Kirche wegen der Handhabung der Lehren von Pelagius und Caelestius im Streit. |        |
| 42                             |                                                  | Bonifatius I. (hl.)               |                                                | Römisches Reich, Rom                                                   | 0418–422       | 3 Jahre 8 Monate 7 Tage    | Wurde als Presbyter nicht von den Diakonen gewählt, konnte sich aber mithilfe von Kaiser Honorius durchsetzen. War weiter im Konflikt mit der nordafrikanischen Kirche und dem Pelagianismus. |        |
| –                              |                                                  | Eulalius                          |                                                | Römisches Reich, Rom                                                   | 0418–419       | 3 Monate 7 Tage            | Wurde von einer Minderheit des römischen Klerus zum Gegenpapst gewählt und musste wenig später Rom verlassen. |        |
| 43                             |                                                  | Coelestin I. (hl.)                |                                                | Römisches Reich, Rom                                                   | 0422–432       | 9 Jahre 10 Monate 17 Tage  | Konzil von Ephesos, 431 |        |
| 44                             |                                                  | Sixtus III. (hl.)                 |                                                | Römisches Reich, Rom                                                   | 0432–440       | 8 Jahre 1 Monat 19 Tage    | |        |
| 45                             |                                                  | Leo I. (hl.)                      |                                                | Römisches Reich, Rom (nach dem Liber Pontificalis) oder Tuscien        | 0440–461       | 21 Jahre 1 Monat 12 Tage   | Konzil von Chalcedon, 451. 1754 zum Kirchenlehrer erhoben |        |
| 46                             |                                                  | Hilarius (hl.)                    |                                                | Römisches Reich, Sardinien                                             | 0461–468       | 6 Jahre 3 Monate 10 Tage   | |        |
| 47                             |                                                  | Simplicius (hl.)                  |                                                | Römisches Reich, Latium, Tivoli                                        | 0468–483       | 15 Jahre 7 Tage            | |        |
| 48                             |                                                  | Felix II. (III.) (hl.)            |                                                | Römisches Reich, Rom                                                   | 0483–492       | 8 Jahre 11 Monate 17 Tage  | |        |
| 49                             |                                                  | Gelasius I. (hl.)                 |                                                | Römisches Reich (Vandalenreich), Sardinien                             | 0492–496       | 4 Jahre 8 Monate 20 Tage   | |        |
| 50                             |                                                  | Anastasius II.                    |                                                | Römisches Reich (Ostgotenreich), Rom                                   | 0496–498       | 1 Jahr 11 Monate 26 Tage   | |        |
| 51                             |                                                  | Symmachus (hl.)                   |                                                | Römisches Reich (Vandalenreich)                                        | 0498–514       | 15 Jahre 7 Monate 27 Tage  | |        |
| –                              |                                                  | Laurentius                        |                                                |                                                                        | 0498–506       |                            | Gegenpapst |        |
| 52                             |                                                  | Hormisdas (hl.)                   |                                                | Römisches Reich (Ostgotenreich), Latium, Frosinone                     | 0514–523       | 9 Jahre 17 Tage            | |        |
| 53                             |                                                  | Johannes I. (hl.)                 |                                                | Römisches Reich (Ostgotenreich), Tuscien                               | 0523–526       | 2 Jahre 9 Monate 5 Tage    | |        |
| 54                             |                                                  | Felix III. (IV.) (hl.)            |                                                | Römisches Reich (Ostgotenreich), Benevent/Samnium                      | 0526–530       | 4 Jahre 2 Monate 10 Tage   | |        |
| –                              |                                                  | Dioskur                           |                                                | Römisches Reich, Alexandria                                            | 0530           | 22 Tage                    | Legitimität unklar, eher Gegenpapst |        |
| 55                             |                                                  | Bonifatius II.                    |                                                | Römisches Reich (Ostgotenreich), Rom                                   | 0530–532       | 2 Jahre 24 Tage            | Erster germanischer Papst (Ostgote). |        |
| 56                             |                                                  | Johannes II.                      | Mercurius                                      | Römisches Reich (Ostgotenreich), Rom                                   | 0533–535       | 2 Jahre 4 Monate 5 Tage    | Erster Papst, der nach seiner Wahl einen neuen Namen annahm. |        |
| 57                             |                                                  | Agapitus I. (hl.)                 |                                                | Römisches Reich (Ostgotenreich), Rom                                   | 0535–536       | 11 Monate 9 Tage           | |        |
| 58                             |                                                  | Silverius (hl.)                   |                                                | Römisches Reich (Ostgotenreich), Latium, Frusino                       | 0536–537       | 1 Jahr 5 Monate 3 Tage     | Sohn des Hormisdas |        |
| –                              |                                                  | Vigilius                          |                                                |                                                                        | 0537           | 10 Monate                  | Gegenpapst, später legitimer Papst |        |
| 59                             |                                                  | Vigilius                          |                                                | Römisches Reich (Ostgotenreich), Rom                                   | 0537–555       | 18 Jahre 2 Monate 9 Tage   | Zunächst Zweites Konzil von Konstantinopel, 553 |        |
| 60                             |                                                  | Pelagius I.                       |                                                | Römisches Reich, Rom                                                   | 0556–561       | 4 Jahre 10 Monate 15 Tage  | |        |
| 61                             |                                                  | Johannes III.                     | Catelinus                                      | Römisches Reich, Rom                                                   | 0561–574       | 12 Jahre 11 Monate 26 Tage | |        |
| 62                             |                                                  | Benedikt I.                       |                                                | Römisches Reich, Rom                                                   | 0575–579       | 4 Jahre 1 Monat 28 Tage    | |        |
| 63                             |                                                  | Pelagius II.                      |                                                | Römisches Reich, Rom; gotischer Abstammung                             | 0579–590       | 10 Jahre 2 Monate 12 Tage  | |        |
| 64                             |                                                  | Gregor I. (hl.)                   |                                                | Römisches Reich (Patrimonium Petri), Rom                               | 0590–604       | 13 Jahre 6 Monate 9 Tage   | 1298 zum Kirchenlehrer erhoben |        |
| 65                             |                                                  | Sabinianus                        |                                                | Römisches Reich (Patrimonium Petri), Blera                             | 0604–606       | 1 Jahr 2 Monate 9 Tage     | |        |
| 66                             |                                                  | Bonifatius III.                   |                                                | Römisches Reich (Patrimonium Petri), Rom                               | 0607           | 8 Monate 24 Tage           | |        |
| 67                             |                                                  | Bonifatius IV. (hl.)              |                                                | Langobardenreich, Valenia (Abruzzen)                                   | 0608–615       | 6 Jahre 8 Monate 13 Tage   | |        |
| 68                             |                                                  | Adeodatus I. (hl.)                |                                                | Römisches Reich (Patrimonium Petri), Rom                               | 0615–618       | 3 Jahre 20 Tage            | |        |
| 69                             |                                                  | Bonifatius V.                     |                                                | Römisches Reich, Neapel                                                | 0619–625       | 5 Jahre 10 Monate 2 Tage   | |        |
| 70                             |                                                  | Honorius I.                       |                                                | Römisches Reich (Langobardenreich?), Kampanien                         | 0625–638       | 12 Jahre 11 Monate 15 Tage | Auf dem 3. ökumenischen Konzil in Konstantinopel 680–681, 43 Jahre nach seinem Tod, wurden seine Schreiben nach Konstantinopel als Häresie wegen Monotheletismus verurteilt. |        |
| 71                             |                                                  | Severinus                         |                                                | Römisches Reich                                                        | 0638–640       | 2 Monate 5 Tage            | |        |
| 72                             |                                                  | Johannes IV.                      |                                                | Römisches Reich, Dalmatien, Solin                                      | 0640–642       | 1 Jahr 3 Monate 18 Tage    | |        |
| 73                             |                                                  | Theodor I.                        |                                                | Römisches Reich, Jerusalem, griechischer Herkunft                      | 0642–649       | 6 Jahre 5 Monate 20 Tage   | |        |
| 74                             |                                                  | Martin I. (hl.)                   |                                                | Römisches Reich (Patrimonium Petri), Umbrien, bei Todi                 | 0649–653       |                            | nach Konflikten mit dem oströmischen Kaiser Konstans II. verhaftet und auf die Krim verbannt, wo er im Jahr 655 starb. |        |
| 75                             |                                                  | Eugen I. (hl.)                    |                                                | Römisches Reich (Patrimonium Petri), Rom                               | 0654–657       | 2 Jahre 3 Monate 23 Tage   | |        |
| 76                             |                                                  | Vitalian (hl.)                    |                                                | Römisches Reich (Patrimonium Petri), Latium, Segni                     | 0657–672       | 14 Jahre 5 Monate 28 Tage  | |        |
| 77                             |                                                  | Adeodatus II.                     |                                                | Byzantinisches Reich (Patrimonium Petri), Rom                          | 0672–676       | 4 Jahre 2 Monate 6 Tage    | |        |
| 78                             |                                                  | Donus                             |                                                | Byzantinisches Reich (Patrimonium Petri), Rom                          | 0676–678       | 1 Jahr 5 Monate 9 Tage     | |        |
| 79                             |                                                  | Agatho (hl.)                      |                                                | Byzantinisches Reich, Sizilien                                         | 0678–681       | 2 Jahre 6 Monate 14 Tage   | Drittes Konzil von Konstantinopel, 680–681 |        |
| 80                             |                                                  | Leo II. (hl.)                     |                                                | Byzantinisches Reich, Sizilien; griechischer Herkunft                  | 0682–683       | 10 Monate 16 Tage          | |        |
| 81                             |                                                  | Benedikt II. (hl.)                |                                                | Byzantinisches Reich (Patrimonium Petri), Rom                          | 0684–685       | 1 Jahr 9 Monate 16 Tage    | |        |
| 82                             |                                                  | Johannes V.                       |                                                | Byzantinisches Reich, Syria, möglicherweise Antiochia                  | 0685–686       | 1 Jahr 10 Tage             | |        |
| 83                             |                                                  | Konon                             |                                                | Byzantinisches Reich, Sizilien                                         | 0686–687       | 11 Monate                  | |        |
| 84                             |                                                  | Sergius I. (hl.)                  |                                                | Byzantinisches Reich, Sizilien, Palermo; syrischer Abstammung          | 0687–701       | 13 Jahre 8 Monate 24 Tage  | |        |
| –                              |                                                  | Theodor II.                       |                                                |                                                                        | 0687           |                            | Gegenpapst |        |
| –                              |                                                  | Paschalis I.                      |                                                |                                                                        | 0687–692       |                            | Gegenpapst |        |
| 85                             |                                                  | Johannes VI.                      |                                                | Byzantinisches Reich, Ephesos                                          | 0701–705       | 3 Jahre 2 Monate 12 Tage   | |        |
| 86                             |                                                  | Johannes VII.                     |                                                | Byzantinisches Reich, Kalabrien, Rossano; griechischer Herkunft        | 0705–707       | 2 Jahre 7 Monate 17 Tage   | |        |
| 87                             |                                                  | Sisinnius                         |                                                | Kalifat, Syrien                                                        | 0708           | 20 Tage                    | |        |
| 88                             |                                                  | Konstantin I.                     |                                                | Kalifat, Syrien                                                        | 0708–715       | 7 Jahre 14 Tage            | |        |
| 89                             |                                                  | Gregor II. (hl.)                  |                                                | Byzantinisches Reich (Patrimonium Petri), Rom                          | 0715–731       | 15 Jahre 8 Monate 23 Tage  | |        |
| 90                             |                                                  | Gregor III. (hl.)                 |                                                | Kalifat, Syrien                                                        | 0731–741       | 10 Jahre 8 Monate 10 Tage  | |        |
| 91                             |                                                  | Zacharias (hl.)                   |                                                | Byzantinisches Reich, Kalabrien, Santa Severina; griechischer Herkunft | 0741–752       | 10 Jahre 3 Monate 12 Tage  | Krönung des Karolingers Pippin zum Frankenkönig (751) |        |
| –                              |                                                  | Stephan (II.)                     |                                                |                                                                        | 0752           | 4 Tage                     | Starb vor der Weihe und wird daher oft nicht gezählt, kürzestes Pontifikat der Geschichte (4 Tage). |        |
| 92                             |                                                  | Stephan II. (III.)                |                                                | Byzantinisches Reich (Patrimonium Petri)                               | 0752–757       | 5 Jahre 1 Monat            | |        |
| 93                             |                                                  | Paul I. (hl.)                     |                                                | Kirchenstaat, Rom                                                      | 0757–767       | 10 Jahre 30 Tage           | |        |
| –                              |                                                  | Konstantin II.                    |                                                | Kirchenstaat, Latium, Nepi                                             | 0767–768       |                            | Gegenpapst |        |
| –                              |                                                  | Philipp                           |                                                |                                                                        | 0768           |                            | Gegenpapst |        |
| 94                             |                                                  | Stephan III. (IV.)                |                                                | Byzantinisches Reich, Sizilien                                         | 0768–772       | 3 Jahre 5 Monate 17 Tage   | |        |
| 95                             |                                                  | Hadrian I.                        |                                                | Kirchenstaat, Rom                                                      | 0772–795       | 23 Jahre 10 Monate 24 Tage | Zweites Konzil von Nicäa (787), Fünftlängstes Pontifikat der Geschichte (8729 Tage) |        |
| 96                             |                                                  | Leo III. (hl.)                    |                                                | Kirchenstaat, Rom                                                      | 0795–816       | 20 Jahre 5 Monate 17 Tage  | Kaiserkrönung Karls des Großen (800), Elftlängstes Pontifikat der Geschichte (7474 Tage) |        |
| 97                             |                                                  | Stephan IV. (V.)                  |                                                | Kirchenstaat, Rom                                                      | 0816–817       | 7 Monate 2 Tage            | |        |
| 98                             |                                                  | Paschalis I. (hl.)                |                                                | Kirchenstaat, Rom                                                      | 0817–824       | 7 Jahre 3 Monate 20 Tage   | |        |
| 99                             |                                                  | Eugen II.                         |                                                |                                                                        | 0824–827       | 3 Jahre 22 Tage            | |        |
| 100                            |                                                  | Valentin                          |                                                | Kirchenstaat, Rom                                                      | 0827           | ca. 1 Monat                | |        |
| 101                            |                                                  | Gregor IV.                        |                                                | Kirchenstaat, Rom                                                      | 0827–844       | 16 Jahre 3 Monate          | |        |
| –                              |                                                  | Johannes VIII.                    |                                                |                                                                        | 0844           |                            | Gegenpapst |        |
| 102                            |                                                  | Sergius II.                       |                                                | Kirchenstaat, Rom                                                      | 0844–847       | 3 Jahre                    | |        |
| 103                            |                                                  | Leo IV. (hl.)                     |                                                | Kirchenstaat, Rom                                                      | 0847–855       | 8 Jahre 3 Monate 7 Tage    | |        |
| 104                            |                                                  | Benedikt III.                     |                                                | Kirchenstaat, Rom                                                      | 0855–858       | 2 Jahre 6 Monate 19 Tage   | |        |
| –                              |                                                  | Anastasius III.                   |                                                |                                                                        | 0855           | 2 Tage                     | Gegenpapst |        |
| 105                            |                                                  | Nikolaus I. (hl.)                 |                                                | Kirchenstaat, Rom                                                      | 0858–867       | 9 Jahre 6 Monate 20 Tage   | |        |
| 106                            |                                                  | Hadrian II.                       |                                                | Kirchenstaat, Rom                                                      | 0867–872       | 5 Jahre                    | Viertes Konzil von Konstantinopel (869/870) |        |
| 107                            |                                                  | Johannes VIII.                    |                                                | Kirchenstaat, Rom                                                      | 0872–882       | 10 Jahre 2 Tage            | Erster gewaltsam zu Tode gekommener Papst seit der Christenverfolgung |        |
| 108                            |                                                  | Marinus I.                        |                                                | Kirchenstaat, Gallese                                                  | 0882–884       | 1 Jahr 4 Monate 29 Tage    | Fälschlich auch Martin II. |        |
| 109                            |                                                  | Hadrian III. (hl.)                |                                                | Kirchenstaat, Rom                                                      | 0884–885       | 1 Jahr 4 Monate            | |        |
| 110                            |                                                  | Stephan V. (VI.)                  |                                                | Kirchenstaat, Rom                                                      | 0885–891       | 6 Jahre                    | |        |
| 111                            |                                                  | Formosus                          |                                                | Kirchenstaat, Ostia                                                    | 0891–896       | 4 Jahre 5 Monate 29 Tage   | Von Stephan VI. auf der Leichensynode 897 posthum als Häretiker verdammt, nach Leichenschändung wieder im Petersdom beigesetzt, 904 von Sergius III. ein zweites Mal exhumiert, erneut nach Leichenschändung im Petersdom beigesetzt. |        |
| 112                            |                                                  | Bonifatius VI.                    |                                                | Kirchenstaat, Rom                                                      | 0896           | 15 Tage                    | |        |
| 113                            |                                                  | Stephan VI. (VII.)                |                                                |                                                                        | 0896–897       | 1 Jahr 2 Monate            | Leichensynode in Rom |        |
| 114                            |                                                  | Romanus                           |                                                | Kirchenstaat, Gallese                                                  | 0897           | 3 Monate                   | |        |
| 115                            |                                                  | Theodor II.                       |                                                | Kirchenstaat, Rom                                                      | 0897           | 20 Tage                    | |        |
| 116                            |                                                  | Johannes IX.                      |                                                | Kirchenstaat, Tivoli                                                   | 0898–900       | 2 Jahre                    | |        |
| –                              |                                                  | Sergius III.                      |                                                |                                                                        | 0898           |                            | Gegenpapst, später (904–911) regulärer Papst |        |
| 117                            |                                                  | Benedikt IV.                      |                                                | Kirchenstaat, Rom                                                      | 0900–903       | 3 Jahre 6 Monate           | |        |
| 118                            |                                                  | Leo V.                            |                                                |                                                                        | 0903           | 2 Monate                   | Wurde von Christophorus gestürzt. |        |
| –                              |                                                  | Christophorus                     |                                                | Kirchenstaat, Rom                                                      | 0903–904       | 5 Monate                   | Legitimität unklar, eher Gegenpapst |        |
| 119                            |                                                  | Sergius III.                      |                                                | Kirchenstaat, Rom                                                      | 0904–911       | 7 Jahre 2 Monate 16 Tage   | |        |
| 120                            |                                                  | Anastasius III.                   |                                                | Kirchenstaat, Rom                                                      | 0911–913       | 2 Jahre 2 Monate           | |        |
| 121                            |                                                  | Lando                             |                                                | Kirchenstaat, Sabina                                                   | 0913–914       | 7 Monate                   | |        |
| 122                            |                                                  | Johannes X.                       |                                                | Kirchenstaat, Tossignano bei Imola                                     | 0914–928       | 14 Jahre 2 Monate          | |        |
| 123                            |                                                  | Leo VI.                           |                                                | Kirchenstaat, Rom                                                      | 0928           | 7 Monate                   | |        |
| 124                            |                                                  | Stephan VII. (VIII.)              |                                                | Kirchenstaat, Rom                                                      | 0928–931       | 2 Jahre 2 Monate           | |        |
| 125                            |                                                  | Johannes XI.                      |                                                | Kirchenstaat, Rom                                                      | 0931–935       | 4 Jahre 9 Monate           | Wahrscheinlich der Sohn von Sergius III. |        |
| 126                            |                                                  | Leo VII.                          |                                                | Kirchenstaat, Rom                                                      | 0936–939       | 3 Jahre 6 Monate 10 Tage   | |        |
| 127                            |                                                  | Stephan VIII. (IX.)               |                                                | Kirchenstaat, Rom                                                      | 0939–942       | 3 Jahre 3 Monate           | |        |
| 128                            |                                                  | Marinus II.                       |                                                | Kirchenstaat, Rom                                                      | 0942–946       | 3 Jahre 7 Monate           | Fälschlich Martin III. |        |
| 129                            |                                                  | Agapitus II.                      |                                                | Kirchenstaat, Rom                                                      | 0946–955       | 9 Jahre 7 Monate           | |        |
| 130                            |                                                  | Johannes XII.                     | Octavian von Spoleto                           | Kirchenstaat, Rom                                                      | 0955–963       | 8 Jahre 4 Monate 28 Tage   | Einziger minderjähriger Papst. Bei einem inneritalienischen Konflikt wurde er unter Druck gesetzt, den Ostfranken Otto I. zu Hilfe zu rufen. Dieser erzwang vom Minderjährigen seine Krönung zu einem Kaiser des Römischen Reiches, ohne vorher die Legitimation durch den römischen Kaiser in Konstantinopel einzuholen. Johannes fügte sich, wandte sich aber nach dessen Abreise gegen ihn. Otto rückte militärisch in Rom ein, setzte eine Synode ein, und zwang sie, zum ersten Male in der römischen Geschichte den Bischof abzusetzen.                                                         |        |
| 131                            |                                                  | Leo VIII.                         |                                                | Kirchenstaat, Rom                                                      | 0963–964       | 1 Jahr 2 Monate 23 Tage    | Unter militärischem Druck Ottos I. wurde Leo entgegen Kanonischem Recht von einer Synode als Laie zum Papst gewählt. Gleich nach Ottos Abreise demonstrierte dieselbe Synode ihre Unabhängigkeit, setzte Leo als illegitim ab und bestätigte die Legitimität seines Vorgängers Johannes XII. als Bischof von Rom. |        |
| 132                            |                                                  | Benedikt V.                       |                                                | Kirchenstaat, Rom                                                      | 0964           | 1 Monat 1 Tag              | Als Nachfolger von Johannes XII. gewählt, aber ebenfalls von Otto. I abgesetzt. |        |
| –                              |                                                  | Leo VIII.                         |                                                | Kirchenstaat, Rom                                                      | 0964–965       | 9 Monate                   | Wurde von Otto wieder in das Amt gehoben. |        |
| 133                            |                                                  | Johannes XIII.                    |                                                | Kirchenstaat, Rom                                                      | 0965–972       | 6 Jahre 11 Monate 5 Tage   | |        |
| 134                            |                                                  | Benedikt VI.                      |                                                | Kirchenstaat, Rom                                                      | 0973–974       |                            | |        |
| –                              |                                                  | Bonifatius VII.                   | Franco Ferruci                                 | Kirchenstaat, Rom                                                      | 0974           |                            | Gegenpapst |        |
| 135                            |                                                  | Benedikt VII.                     |                                                | Kirchenstaat, Rom                                                      | 0974–983       |                            | |        |
| 136                            |                                                  | Johannes XIV.                     | Petrus Canepanova                              | Heiliges Römisches Reich, Italien, Pavia                               | 0983–984       |                            | |        |
| –                              |                                                  | Bonifatius VII.                   | Franco Ferruci                                 | Kirchenstaat, Rom                                                      | 0984–985       |                            | War zuvor bereits Gegenpapst. Diese zweite Amtszeit wurde bis 1903 als legitime Papstzeit anerkannt. |        |
| 137                            |                                                  | Johannes XV.                      |                                                | Kirchenstaat, Rom                                                      | 0985–996       |                            | |        |
| 138                            |                                                  | Gregor V.                         | Bruno von Kärnten                              | Heiliges Römisches Reich, Stainach im Ennstal                          | 0996           | 4 Monate                   | Mit nur 24 Jahren erster deutschsprachiger Papst aus dem heutigen Österreich. In manchen Veröffentlichungen als erster deutscher Papst oder der erste und einzige österreichische Papst bezeichnet. Erster nicht vom örtlichen Klerus und Volk gewählter Bischof, stattdessen unrechtmäßig von seinem Vetter, dem 14-jährigen Otto III., eingesetzt. Jener wurde sodann vom neuen Papst zum Kaiser gekrönt. Gregor wurde gleich nach der Abreise Ottos von den Römern abgesetzt, die anschließend den griechischstämmigen Johannes Philagathos, den ehemaligen Kanzler Italiens, zum Bischof wählten. |        |
| –                              |                                                  | Johannes XVI.                     | Johannes Philagathos                           | Byzantinisches Reich, Rossano; griechischer Herkunft                   | 0996–998       | 1 Jahr 5 Monate            | Gegenpapst. Bis heute letzter griechischer Bischof von Rom. Ein erfahrener Theologe, der von den Römern rechtmäßig zum Bischof gewählt wurde. Er war unter Otto II. Kanzler von Italien, Erzbischof, Abt und Lehrer von Otto III. und seinem Vetter Bruno (Gregor V.) gewesen. Er wurde von seinen Gegnern verstümmelt und in einem offiziellen Akt seines Amtes enthoben. |        |
| 138                            |                                                  | Gregor V.                         | Bruno von Kärnten                              | Heiliges Römisches Reich, Stainach im Ennstal                          | 0998–999       | 1 Jahr 1 Monat             | Von Otto III. abermals ohne Bischofswahl eingesetzter erster deutschsprachiger Papst. |        |
| 139                            |                                                  | Silvester II.                     | Gerbert von Aurillac                           | Westfrankenreich, Aquitanien, Belliac                                  | 0999–1003      | 4 Jahre 1 Monat 10 Tage    | |        |
| 140                            |                                                  | Johannes XVII.                    | Giovanni Sicco                                 | Kirchenstaat, Rom                                                      | 1003           |                            | |        |
| 141                            |                                                  | Johannes XVIII.                   | Johannes Fasanus                               | Kirchenstaat, Rapagnano                                                | 1003–1009      |                            | |        |
| 142                            |                                                  | Sergius IV.                       | Pietro da Albano                               | Kirchenstaat, Rom                                                      | 1009–1012      | 2 Jahre 10 Monate 12 Tage  | |        |
| 143                            |                                                  | Benedikt VIII.                    | Theophylakt II. von Tusculum                   | Kirchenstaat, Rom (Tusculum)                                           | 1012–1024      | 11 Jahre 11 Monate         | |        |
| –                              |                                                  | Gregor VI.                        |                                                | Kirchenstaat, Rom                                                      | 1012           |                            | Gegenpapst |        |
| 144                            |                                                  | Johannes XIX.                     | Romanus von Tusculum                           | Kirchenstaat, Rom (Tusculum)                                           | 1024–1032      |                            | |        |
| 145                            |                                                  | Benedikt IX.                      | Theophylakt III. von Tusculum                  | Kirchenstaat, Rom (Tusculum)                                           | 1032–1044      |                            | 1. Pontifikat |        |
| 146                            |                                                  | Silvester III.                    | Giovani di Sabina                              | Kirchenstaat, Rom                                                      | 1045           | 1 Monat (?)                | Legitimität unklar |        |
| 147                            |                                                  | Benedikt IX.                      | Theophylakt III. von Tusculum                  | Kirchenstaat, Rom (Tusculum)                                           | 1045           |                            | 2. Pontifikat |        |
| 148                            |                                                  | Gregor VI.                        | Johannes Gratianus Pierleoni                   | Kirchenstaat, Rom                                                      | 1045–1046      | 1 Jahr 7 Monate 19 Tage    | |        |
| 149                            |                                                  | Clemens II.                       | Suitger, Graf von Morsleben und Hornburg       | Heiliges Römisches Reich, Sachsen, Hornburg                            | 1046–1047      | 9 Monate 15 Tage           | |        |
| 150                            |                                                  | Benedikt IX.                      | Theophylakt III. von Tusculum                  | Kirchenstaat, Rom (Tusculum)                                           | 1047–1048      |                            | 3. Pontifikat, Legitimität unklar |        |
| 151                            |                                                  | Damasus II.                       | Poppo von Brixen                               | Heiliges Römisches Reich, Herzogtum Bayern, Pildenau                   | 1048           | 24 Tage                    | |        |
| 152                            |                                                  | Leo IX. (hl.)                     | Bruno Graf von Egisheim-Dagsburg               | Heiliges Römisches Reich, Herzogtum Schwaben, Eguisheim                | 1049–1054      | 5 Jahre 2 Monate 7 Tage    | Leitete durch seinen Bann über den Ökumenischen Patriarchen das Schisma von 1054 ein, in der römischen Kirche als Morgenländisches Schisma bezeichnet. |        |
| 153                            |                                                  | Viktor II.                        | Gebhard von Eichstätt                          | Heiliges Römisches Reich, Herzogtum Bayern                             | 1055–1057      | 2 Jahre 3 Monate 15 Tage   | |        |
| 154                            |                                                  | Stephan IX. (X.)                  | Friedrich von Lothringen                       | Heiliges Römisches Reich, Lothringen                                   | 1057–1058      | 7 Monate 26 Tage           | |        |
| 155                            |                                                  | Nikolaus II.                      | Gerhard von Burgund                            | Heiliges Römisches Reich, Königreich Burgund, Savoyen                  | 1058–1061      | 2 Jahre 7 Monate 21 Tage   | Lateransynode 1059; das dort von Nikolaus verkündete Papstwahldekret beschränkte das Recht zur Wahl des Papstes auf die Kardinäle |        |
| –                              |                                                  | Benedikt X.                       | Giovanni Mincio von Tusculum                   | Kirchenstaat, Rom (Tusculum)                                           | 1058–1060      |                            | Gegenpapst |        |
| 156                            |                                                  | Alexander II.                     | Anselmo da Baggio                              | Heiliges Römisches Reich, Italien, Mailand                             | 1061–1073      | 12 Jahre 6 Monate 20 Tage  | |        |
| –                              |                                                  | Honorius II.                      | Pietro Cadalus von Parma                       | Heiliges Römisches Reich, Italien, Verona                              | 1061–1064      |                            | Gegenpapst |        |
| 157                            |                                                  | Gregor VII. (hl.)                 | Hildebrand von Sovana                          | Heiliges Römisches Reich, Italien, Sovana                              | 1073–1085      | 12 Jahre 1 Monat 3 Tage    | Belegte König Heinrich IV. mit dem Kirchenbann (Gang nach Canossa); Heiligsprechung 1606 |        |
| –                              |                                                  | Clemens III.                      | Wibert von Ravenna                             | Heiliges Römisches Reich, Italien, Parma                               | 1084–1100      |                            | 1080 auf der Synode in Brixen zum Gegenpapst gewählt, 1084 inthronisiert. |        |
| 158                            |                                                  | Viktor III. (sel.)                | Dauferius                                      | Fürstentum Benevent, Benevent                                          | 1086–1087      | 1 Jahr 3 Monate 23 Tage    | Als Seliger 1887 bestätigt |        |
| 159                            |                                                  | Urban II. (sel.)                  | Odo de Chatillon                               | Frankreich                                                             | 1088–1099      | 11 Jahre 4 Monate 17 Tage  | Rief zum ersten Kreuzzug auf; als Seliger 1881 bestätigt |        |
| 160                            |                                                  | Paschalis II.                     | Raniero di Bieda                               | Kirchenstaat, Bleda di Santa Sofia                                     | 1099–1118      | 18 Jahre 4 Monate 8 Tage   | |        |
| –                              |                                                  | Theodoricus                       | Theoderich                                     |                                                                        | 1100           |                            | Gegenpapst |        |
| –                              |                                                  | Albertus                          | Albert von Sabina                              |                                                                        | 1102           |                            | Gegenpapst |        |
| –                              |                                                  | Silvester IV.                     | Maginulf                                       |                                                                        | 1105–1111      |                            | Gegenpapst |        |
| 161                            |                                                  | Gelasius II.                      | Johannes Coniulo                               | Fürstentum Capua, Gaeta                                                | 1118–1119      |                            | |        |
| –                              |                                                  | Gregor VIII.                      | Mauritius Burdinus                             |                                                                        | 1118–1121      |                            | Gegenpapst |        |
| 162                            |                                                  | Calixt II.                        | Guido Graf von Burgund                         | Heiliges Römisches Reich, Königreich Burgund, Quingey                  | 1119–1124      | 5 Jahre 10 Monate 11 Tage  | Erstes Laterankonzil, 1123 |        |
| –                              |                                                  | Coelestin II.                     | Tebaldo Buccapecus                             | Kirchenstaat, Rom                                                      | 1124           | 1 Tag                      | Papstelekt |        |
| 163                            |                                                  | Honorius II.                      | Lamberto                                       | Kirchenstaat, Bologna                                                  | 1124–1130      | 5 Jahre 1 Monat 29 Tage    | |        |
| 164                            |                                                  | Innozenz II.                      | Gregorio Papareschi                            | Kirchenstaat, Rom                                                      | 1130–1143      | 13 Jahre 7 Monate 10 Tage  | Zweites Laterankonzil, 1139 |        |
| –                              |                                                  | Anaklet II.                       | Pietro Pierleoni                               | Kirchenstaat, Rom                                                      | 1130–1138      | 7 Jahre 11 Monate 11 Tage  | Gegenpapst |        |
| –                              |                                                  | Viktor IV.                        | Gregorio Conti von Ceccano                     |                                                                        | 1138           |                            | Gegenpapst |        |
| 165                            |                                                  | Coelestin II.                     | Guido de Castello                              | Kirchenstaat, Città di Castello                                        | 1143–1144      | 5 Monate 13 Tage           | |        |
| 166                            |                                                  | Lucius II.                        | Gerardo Caccianemici dal Orso                  | Kirchenstaat, Bologna                                                  | 1144–1145      | 11 Monate 3 Tage           | |        |
| 167                            |                                                  | Eugen III. (sel.)                 | Bernhard                                       | Heiliges Römisches Reich, Italien, Pisa                                | 1145–1153      | 8 Jahre 4 Monate 23 Tage   | Als Seliger 1872 bestätigt |        |
| 168                            |                                                  | Anastasius IV.                    | Corrado Demetri della Suburra                  | Kirchenstaat, Rom                                                      | 1153–1154      | 1 Jahr 4 Monate 21 Tage    | |        |
| 169                            |                                                  | Hadrian IV.                       | Nikolas Breakspear                             | Königreich England, Abbots Langley                                     | 1154–1159      | 4 Jahre 8 Monate 28 Tage   | Einziger englischer Papst |        |
| 170                            |                                                  | Alexander III.                    | Rolando Bandinelli                             | Heiliges Römisches Reich, Italien, Siena                               | 1159–1181      | 21 Jahre 11 Monate 23 Tage | Drittes Laterankonzil, 1179, Siebtlängstes Pontifikat der Geschichte (8029 Tage). |        |
| –                              |                                                  | Viktor IV.                        | Octaviano de Montecello                        | Kirchenstaat, Rom                                                      | 1159–1164      | 4 Jahre 8 Monate 13 Tage   | Gegenpapst |        |
| –                              |                                                  | Paschalis III.                    | Guido von Crema                                | Heiliges Römisches Reich, Italien, Crema                               | 1164–1168      | 4 Jahre 4 Monate 29 Tage   | Gegenpapst |        |
| –                              |                                                  | Calixt III.                       | Johannes von Struma                            | Heiliges Römisches Reich, Italien, Arezzo                              | 1168–1178      | 9 Jahre 9 Monate 9 Tage    | Gegenpapst |        |
| –                              |                                                  | Innozenz III.                     | Lando von Sezze                                | Kirchenstaat, Sezze                                                    | 1179–1180      | 4 Monate (?)               | Gegenpapst |        |
| 171                            |                                                  | Lucius III.                       | Ubaldo                                         | Heiliges Römisches Reich, Italien, Lucca                               | 1181–1185      | 4 Jahre 2 Monate 24 Tage   | |        |
| 172                            |                                                  | Urban III.                        | Humbert Crivelli                               | Heiliges Römisches Reich, Italien, Mailand                             | 1185–1187      | 1 Jahr 10 Monate 25 Tage   | |        |
| 173                            |                                                  | Gregor VIII.                      | Albertus de Morra                              | Fürstentum Benevent                                                    | 1187           | 1 Monat 26 Tage            | |        |
| 174                            |                                                  | Clemens III.                      | Paolo Scolari                                  | Kirchenstaat, Rom                                                      | 1187–1191      | 3 Jahre 3 Monate 11 Tage   | |        |
| 175                            |                                                  | Coelestin III.                    | Giacinto Bobone Orsini                         | Kirchenstaat, Rom                                                      | 1191–1198      | 6 Jahre 9 Monate 9 Tage    | |        |
| 176                            |                                                  | Innozenz III.                     | Lothar Conti di Segni                          | Kirchenstaat, Kastell Gavignano                                        | 1198–1216      | 18 Jahre 6 Monate 8 Tage   | Viertes Laterankonzil, 1215 |        |
| 177                            |                                                  | Honorius III.                     | Cencio                                         | Kirchenstaat, Rom                                                      | 1216–1227      | 10 Jahre 8 Monate          | Er bestätigte die Ordensregeln der Dominikaner, Franziskaner und Karmeliten. |        |
| 178                            |                                                  | Gregor IX.                        | Ugolino Conti di Segni                         | Kirchenstaat, Anagni                                                   | 1227–1241      | 14 Jahre 5 Monate 3 Tage   | Neffe von Papst Innozenz III. |        |
| 179                            |                                                  | Coelestin IV.                     | Goffredo Castiglione                           | Heiliges Römisches Reich, Italien, Mailand                             | 1241           | 17 Tage                    | Viertkürzestes Pontifikat der Geschichte (17 Tage), starb vor der Amtseinführung |        |
| –                              |                                                  | (Sedisvakanz, 2 Jahre)            |                                                |                                                                        | 1241–1243      |                            | |        |
| 180                            |                                                  | Innozenz IV.                      | Sinibald Fieschi                               | Heiliges Römisches Reich, Italien, Genua                               | 1243–1254      | 11 Jahre 5 Monate 12 Tage  | Erstes Konzil von Lyon, 1245 |        |
| 181                            |                                                  | Alexander IV.                     | Rainald Graf Segni                             | Kirchenstaat, Anagni                                                   | 1254–1261      | 6 Jahre 5 Monate 13 Tage   | Neffe von Papst Gregor IX. |        |
| 182                            |                                                  | Urban IV.                         | Jacques Pantaléon                              | Frankreich, Troyes                                                     | 1261–1264      | 3 Jahre 1 Monat 3 Tage     | |        |
| 183                            | Clemens IV                                       | Clemens IV.                       | Gui Foucois                                    | Frankreich, Saint-Gilles (Gard)                                        | 1265–1268      | 3 Jahre 9 Monate 24 Tage   | |        |
|                                |                                                  | (Sedisvakanz, 3 Jahre)            |                                                |                                                                        | 1268–1271      |                            | |        |
| 184                            | Gregor X. in Notre Dame, Paris                   | Gregor X. (sel.)                  | Tebaldo Visconti                               | Heiliges Römisches Reich, Italien, Piacenza                            | 1271–1276      | 4 Jahre 4 Monate 9 Tage    | Zweites Konzil von Lyon, 1274; als Seliger 1713 bestätigt |        |
| 185                            |                                                  | Innozenz V. (sel.)                | Pierre de Tarentaise                           | Heiliges Römisches Reich, Savoyen                                      | 1276           | 5 Monate 1 Tag             | Seligsprechung 1898 |        |
| 186                            |                                                  | Hadrian V.                        | Ottobono Fieschi                               | Heiliges Römisches Reich, Italien, Genua                               | 1276           | 1 Monat 8 Tage             | Starb vor der Weihe |        |
| 187                            |                                                  | Johannes XXI.                     | Petrus Juliani                                 | Portugal                                                               | 1276–1277      | 8 Monate 12 Tage           | |        |
| 188                            | Nikolaus III. in Notre Dame zu Paris             | Nikolaus III.                     | Giovanni Gaetano Orsini                        | Kirchenstaat, Rom                                                      | 1277–1280      | 2 Jahre 8 Monate 28 Tage   | |        |
| 189                            |                                                  | Martin IV.                        | Simon de Brion                                 | Frankreich                                                             | 1281–1285      | 4 Jahre 1 Monat 6 Tage     | |        |
| 190                            |                                                  | Honorius IV.                      | Giacomo Savelli                                | Kirchenstaat, Rom                                                      | 1285–1287      | 2 Jahre 1 Tag              | Großneffe von Honorius III. |        |
| 191                            | Papst Nikolaus IV. und Ricoldo da Monte di Croce | Nikolaus IV.                      | Girolamo Masci                                 | Kirchenstaat, Lisciano                                                 | 1288–1292      | 4 Jahre 1 Monat 13 Tage    | |        |
| –                              |                                                  | (Sedisvakanz, 2 Jahre)            |                                                |                                                                        | 1292–1294      |                            | |        |
| 192                            |                                                  | Coelestin V. (hl.)                | Pietro del Murrone                             | Königreich Sizilien, Sant’Angelo Limosano                              | 1294           | 5 Monate 5 Tage            | Überfordert vom Amt zurückgetreten, erster Eremit als Papst; Heiligsprechung 1313 |        |
| 193                            |                                                  | Bonifatius VIII.                  | Benedetto Caetani                              | Kirchenstaat, Rom                                                      | 1294–1303      | 8 Jahre 9 Monate 17 Tage   | Neffe von Papst Alexander IV. |        |
| 194                            |                                                  | Benedikt XI. (sel.)               | Niccolo di Boccasio                            | Heiliges Römisches Reich, Italien, Treviso                             | 1303–1304      | 8 Monate 15 Tage           | Als Seliger 1736 bestätigt |        |
| 195                            |                                                  | Clemens V.                        | Bertrand de Got                                | Frankreich                                                             | 1305–1314      | 8 Jahre 10 Monate 15 Tage  | Seit 1309 in Avignon, Konzil von Vienne, 1311–1312 |        |
| –                              |                                                  | (Sedisvakanz, 2½ Jahre)           |                                                |                                                                        | 1314–1316      |                            | |        |
| 196                            |                                                  | Johannes XXII.                    | Jacques Duèze                                  | Frankreich                                                             | 1316–1334      | 18 Jahre 3 Monate 29 Tage  | In Avignon |        |
| –                              |                                                  | Nikolaus V.                       | Pietro Rainalducci                             | Kirchenstaat, Corvaro                                                  | 1328–1330      | 2 Jahre 3 Monate 13 Tage   | Gegenpapst in Avignon und Rom |        |
| 197                            |                                                  | Benedikt XII.                     | Jacques Fournier                               | Frankreich                                                             | 1334–1342      | 7 Jahre 4 Monate 5 Tage    | In Avignon |        |
| 198                            |                                                  | Clemens VI.                       | Pierre Roger                                   | Frankreich                                                             | 1342–1352      | 10 Jahre 6 Monate 29 Tage  | In Avignon |        |
| 199                            |                                                  | Innozenz VI.                      | Étienne Aubert                                 | Frankreich                                                             | 1352–1362      | 9 Jahre 8 Monate 25 Tage   | In Avignon |        |
| 200                            |                                                  | Urban V. (sel.)                   | Guillaume de Grimoald                          | Frankreich                                                             | 1362–1370      | 8 Jahre 2 Monate 21 Tage   | In Avignon; als Seliger 1870 bestätigt |        |
| 201                            |                                                  | Gregor XI.                        | Pierre Roger de Beaufort                       | Frankreich                                                             | 1370–1378      | 7 Jahre 2 Monate 27 Tage   | In Avignon, kehrte 1377 wieder nach Rom zurück |        |
| 202                            |                                                  | Urban VI.                         | Bartolomeo Prignano                            | Königreich Neapel                                                      | 1378–1389      | 11 Jahre 6 Monate 8 Tage   | Letzter Papst, der nicht dem Kardinalskollegium angehörte, Beginn des Abendländischen Schismas |        |
| –                              |                                                  | Clemens VII.                      | Robert Graf von Genf                           | Heiliges Römisches Reich                                               | 1378–1394      | 15 Jahre 11 Monate 27 Tage | Gegenpapst in Avignon |        |
| 203                            |                                                  | Bonifatius IX.                    | Pietro Tomacelli                               | Königreich Neapel                                                      | 1389–1404      | 14 Jahre 10 Monate 29 Tage | Schlacht bei Nikopolis (gilt als letzter Kreuzzug) |        |
| –                              |                                                  | Benedikt XIII.                    | Pedro Marinez de Luna y Gotor                  | Aragonien                                                              | 1394–1423      | 22 Jahre 9 Monate 28 Tage  | Gegenpapst in Avignon |        |
| 204                            |                                                  | Innozenz VII.                     | Cosimo dei Migliorati                          | Kirchenstaat, Rom                                                      | 1404–1406      | 2 Jahre 19 Tage            | |        |
| 205                            |                                                  | Gregor XII.                       | Angelo Correr                                  | Republik Venedig                                                       | 1406–1415      | 10 Jahre 11 Monate 18 Tage | Konzil von Konstanz (1414–1418) |        |
| –                              |                                                  | Alexander V.                      | Pietro Philargi                                | Republik Venedig, Kreta                                                | 1409–1410      | 10 Monate 7 Tage           | Seit dem 20. Jahrhundert wird er als Gegenpapst gezählt, Pisa. |        |
| –                              |                                                  | Johannes XXIII.                   | Baldassare Cossa                               | Königreich Neapel                                                      | 1410–1415      | 5 Jahre 12 Tage            | Seit dem 20. Jahrhundert als Gegenpapst gezählt, Pisa |        |
| –                              |                                                  | (Sedisvakanz, 2 Jahre)            |                                                |                                                                        | 1415–1417      |                            | |        |
| 206                            |                                                  | Martin V.                         | Oddo di Colonna                                | Kirchenstaat, Genazzano                                                | 1417–1431      | 13 Jahre 3 Monate 9 Tage   | Seine Wahl beendete das Abendländische Schisma |        |
| –                              |                                                  | Clemens VIII.                     | Gil Sánchez Muñoz y Carbón                     | Aragonien                                                              | 1423–1429      | 6 Jahre 1 Monat 16 Tage    | Gegenpapst in Avignon |        |
| –                              |                                                  | Benedikt XIV.                     | Bernard Garnier                                | Frankreich                                                             | 1425–1430      |                            | Gegenpapst in Avignon |        |
| 207                            |                                                  | Eugen IV.                         | Gabriele Condulmer                             | Republik Venedig                                                       | 1431–1447      | 15 Jahre 11 Monate 20 Tage | Konzil von Basel/Ferrara/Florenz, 1431–1449 |        |
| –                              |                                                  | Felix V.                          | Amadeus VIII. Herzog von Savoyen               | Heiliges Römisches Reich, Italien, Savoyen                             | 1439–1449      | 9 Jahre 5 Monate 2 Tage    | Letzter Gegenpapst (Konzil von Basel) |        |
| 208                            |                                                  | Nikolaus V.                       | Tommaso Parentucelli                           | Heiliges Römisches Reich, Italien, Sarzana                             | 1447–1455      | 8 Jahre 19 Tage            | Begründete die Vatikanische Apostolische Bibliothek |        |
| 209                            |                                                  | Calixt III.                       | Alfonso Borgia                                 | Aragonien                                                              | 1455–1458      | 3 Jahre 3 Monate 29 Tage   | |        |
| 210                            |                                                  | Pius II.                          | Enea Silvio Piccolomini                        | Heiliges Römisches Reich, Italien, Pienza                              | 1458–1464      | 5 Jahre 11 Monate 27 Tage  | |        |
| 211                            |                                                  | Paul II.                          | Pietro Barbo                                   | Republik Venedig                                                       | 1464–1471      | 6 Jahre 10 Monate 26 Tage  | Neffe von Eugen IV. |        |
| 212                            |                                                  | Sixtus IV.                        | Francesco della Rovere                         | Heiliges Römisches Reich, Italien, Ligurien                            | 1471–1484      | 13 Jahre 3 Tage            | Ließ die nach ihm benannte Sixtinische Kapelle errichten |        |
| 213                            |                                                  | Innozenz VIII.                    | Giovanni Battista Cibo                         | Heiliges Römisches Reich, Italien, Republik Genua                      | 1484–1492      | 7 Jahre 10 Monate 26 Tage  | |        |
| 214                            |                                                  | Alexander VI.                     | Rodrigo Borgia                                 | Aragonien                                                              | 1492–1503      | 11 Jahre 8 Tage            | Neffe von Calixt III.; exkommunizierte den angeblichen Propheten Girolamo Savonarola |        |
| 215                            |                                                  | Pius III.                         | Francesco Todeschini Piccolomini               | Heiliges Römisches Reich, Italien, Republik Siena                      | 1503           | 27 Tage                    | Neffe von Pius II. |        |
| 216                            |                                                  | Julius II.                        | Giuliano della Rovere                          | Heiliges Römisches Reich, Italien, Republik Genua                      | 1503–1513      | 9 Jahre 3 Monate 19 Tage   | Neffe von Sixtus IV., Fünftes Laterankonzil, 1512–1517. Er begründete im Jahre 1506 die Päpstliche Schweizergarde. Am 18. April 1506 begann er den Bau des Petersdoms. |        |
| 217                            |                                                  | Leo X.                            | Giovanni de’ Medici                            | Heiliges Römisches Reich, Italien, Republik Florenz                    | 1513–1521      | 8 Jahre 8 Monate 20 Tage   | Starb hoch verschuldet, exkommunizierte Martin Luther |        |
| 218                            |                                                  | Hadrian VI.                       | Adriaan Florisz Boeyens                        | Heiliges Römisches Reich, Burgundische Niederlande, Utrecht            | 1522–1523      | 1 Jahr 8 Monate 5 Tage     | Einziger niederländischer Papst; für 455 Jahre bis zur Wahl Johannes Pauls II. letzter nicht-italienischer Papst |        |
| 219                            |                                                  | Clemens VII.                      | Giulio de’ Medici                              | Heiliges Römisches Reich, Italien, Republik Florenz                    | 1523–1534      | 10 Jahre 10 Monate 6 Tage  | Cousin von Leo X., 1527 „Sacco di Roma“. Kam dem Wunsch König Heinrichs VIII. von England nicht nach, dessen Ehe mit Katharina von Aragon zu annullieren, woraufhin Heinrich die Church of England gründete und sich vom römischen Primat lossagte |        |
| 220                            |                                                  | Paul III.                         | Alessandro Farnese                             | Kirchenstaat, Canino                                                   | 1534–1549      | 15 Jahre 28 Tage           | Beginn Konzil von Trient, 1. Sitzungsperiode (1545–1547) |        |
| 221                            |                                                  | Julius III.                       | Giovan Maria Giocci                            | Kirchenstaat, Rom                                                      | 1550–1555      | 5 Jahre 1 Monat 18 Tage    | Konzil von Trient, 2. Sitzungsperiode (1551–1552) |        |
| 222                            |                                                  | Marcellus II.                     | Marcello Cervini                               | Heiliges Römisches Reich, Italien, Herzogtum Urbino                    | 1555           | 22 Tage                    | Letzter Papst, der unter seinem Geburtsnamen regierte. |        |
| 223                            |                                                  | Paul IV.                          | Gian Pietro Carafa                             | Heiliges Römisches Reich, Italien, Herzogtum Savoyen                   | 1555–1559      | 4 Jahre 2 Monate 26 Tage   | Ersterscheinung des Index librorum prohibitorum 1559. |        |
| 224                            |                                                  | Pius IV.                          | Giovanni Angelo Medici                         | Heiliges Römisches Reich, Italien, Herzogtum Mailand                   | 1559–1565      | 5 Jahre 11 Monate 13 Tage  | Ende Konzil von Trient, 3. Sitzungsperiode (1561–1563) |        |
| 225                            |                                                  | Pius V. (hl.)                     | Antonio Michele Ghislieri                      | Heiliges Römisches Reich, Italien, Herzogtum Savoyen                   | 1566–1572      | 6 Jahre 3 Monate 28 Tage   | Heiligsprechung 1712 |        |
| 226                            |                                                  | Gregor XIII.                      | Ugo Buoncompagni                               | Heiliges Römisches Reich, Italien, Herrschaft Bologna                  | 1572–1585      | 12 Jahre 10 Monate 28 Tage | Führte 1582 den Gregorianischen Kalender ein |        |
| 227                            |                                                  | Sixtus V.                         | Felice Peretti di Montalto                     | Heiliges Römisches Reich, Italien, Herzogtum Urbino                    | 1585–1590      | 5 Jahre 4 Monate 3 Tage    | Führte drastische Reformen ein, u. a. hohe Strafen für Ehebruch, und generierte dadurch hohe Einnahmen; am Ende seines Pontifikats einer der reichsten Herrscher Europas |        |
| 228                            |                                                  | Urban VII.                        | Giovanni Battista Castagna                     | Kirchenstaat                                                           | 1590           | 12 Tage                    | Starb vor der Krönung an Malaria |        |
| 229                            |                                                  | Gregor XIV.                       | Niccolò Sfondrati                              | Heiliges Römisches Reich, Italien, Herzogtum Mailand                   | 1590–1591      | 10 Monate 11 Tage          | |        |
| 230                            |                                                  | Innozenz IX.                      | Giovanni Antonio Facchinetti                   | Kirchenstaat                                                           | 1591           | 2 Monate 1 Tag             | |        |
| 231                            |                                                  | Clemens VIII.                     | Ippolito Aldobrandini                          | Heiliges Römisches Reich, Italien, Herzogtum Urbino                    | 1592–1605      | 13 Jahre 1 Monat 5 Tage    | Ließ 1600 Giordano Bruno hinrichten |        |
| 232                            |                                                  | Leo XI.                           | Alessandro Ottaviano de’ Medici                | Heiliges Römisches Reich, Italien, Republik Florenz                    | 1605           | 26 Tage                    | |        |
| 233                            |                                                  | Paul V.                           | Camillo Borghese                               | Kirchenstaat                                                           | 1605–1621      | 15 Jahre 8 Monate 12 Tage  | |        |
| 234                            |                                                  | Gregor XV.                        | Alessandro Ludovisi                            | Kirchenstaat                                                           | 1621–1623      | 2 Jahre 4 Monate 29 Tage   | |        |
| 235                            |                                                  | Urban VIII.                       | Maffeo Barberini                               | Heiliges Römisches Reich, Italien, Republik Florenz                    | 1623–1644      | 20 Jahre 11 Monate 23 Tage | Verurteilung Galileo Galileis. |        |
| 236                            |                                                  | Innozenz X.                       | Giovanni Battista Pamphilj                     | Kirchenstaat                                                           | 1644–1655      | 10 Jahre 3 Monate 23 Tage  | Westfälischer Friede 1648 |        |
| 237                            |                                                  | Alexander VII.                    | Fabio Chigi                                    | Heiliges Römisches Reich, Italien, Großherzogtum Toskana               | 1655–1667      | 12 Jahre 1 Monat 15 Tage   | |        |
| 238                            |                                                  | Clemens IX.                       | Giulio Rospigliosi                             | Heiliges Römisches Reich, Italien, Großherzogtum Toskana               | 1667–1669      | 2 Jahre 5 Monate 19 Tage   | |        |
| 239                            |                                                  | Clemens X.                        | Emilio Altieri                                 | Kirchenstaat                                                           | 1670–1676      | 6 Jahre 2 Monate 23 Tage   | |        |
| 240                            |                                                  | Innozenz XI. (sel.)               | Benedetto Odescalchi                           | Heiliges Römisches Reich, Italien, Herzogtum Mailand                   | 1676–1689      | 12 Jahre 10 Monate 22 Tage | Seligsprechung 1956 |        |
| 241                            |                                                  | Alexander VIII.                   | Pietro Ottoboni                                | Republik Venedig                                                       | 1689–1691      | 1 Jahr 3 Monate 26 Tage    | |        |
| 242                            |                                                  | Innozenz XII.                     | Antonio Pignatelli                             | Königreich Neapel                                                      | 1691–1700      | 9 Jahre 2 Monate 15 Tage   | |        |
| 243                            |                                                  | Clemens XI.                       | Giovanni Francesco Albani                      | Kirchenstaat                                                           | 1700–1721      | 20 Jahre 3 Monate 24 Tage  | Erster albanischstämmiger Papst |        |
| 244                            |                                                  | Innozenz XIII.                    | Michelangelo dei Conti                         | Kirchenstaat                                                           | 1721–1724      | 2 Jahre 9 Monate 25 Tage   | |        |
| 245                            |                                                  | Benedikt XIII.                    | Pietro Francesco Orsini                        | Königreich Neapel                                                      | 1724–1730      | 5 Jahre 8 Monate 23 Tage   | Seligsprechungsverfahren eröffnet, seit 1931 ehrwürdiger Diener Gottes |        |
| 246                            |                                                  | Clemens XII.                      | Lorenzo Corsini                                | Heiliges Römisches Reich, Italien, Großherzogtum Toskana               | 1730–1740      | 9 Jahre 6 Monate 24 Tage   | |        |
| 247                            |                                                  | Benedikt XIV.                     | Prospero Lorenzo Lambertini                    | Kirchenstaat                                                           | 1740–1758      | 17 Jahre 8 Monate 16 Tage  | Erster Papst, der eine Enzyklika veröffentlichte |        |
| 248                            |                                                  | Clemens XIII.                     | Carlo della Torre Rezzonico                    | Republik Venedig                                                       | 1758–1769      | 10 Jahre 6 Monate 27 Tage  | |        |
| 249                            |                                                  | Clemens XIV.                      | Giovanni Vincenzo Antonio Ganganelli           | Kirchenstaat                                                           | 1769–1774      | 5 Jahre 4 Monate 3 Tage    | Verbot des Jesuitenordens 1773 |        |
| 250                            |                                                  | Pius VI.                          | Giovanni Angelo Graf Braschi                   | Kirchenstaat                                                           | 1775–1799      | 24 Jahre 6 Monate 14 Tage  | Februar 1798 von den französischen Besetzern verbannt, anschließend nach Frankreich deportiert. Viertlängstes Pontifikat der Geschichte (8962 Tage). |        |
| 251                            |                                                  | Pius VII.                         | Luigi Barnaba Niccolò Maria Graf Chiaramonti   | Kirchenstaat                                                           | 1800–1823      | 23 Jahre 5 Monate 6 Tage   | Konkordat von 1801; wurde 1808 bis 1814 von Napoleon Bonaparte festgehalten. Restauration des Jesuitenordens 1814. Seligsprechungsverfahren eröffnet, seit 2007 Ehrwürdiger Diener Gottes. Sechstlängstes Pontifikat der Geschichte (8560 Tage). |        |
| 252                            |                                                  | Leo XII.                          | Annibale Sermattei della Genga                 | Kirchenstaat                                                           | 1823–1829      | 5 Jahre 4 Monate 13 Tage   | |        |
| 253                            |                                                  | Pius VIII.                        | Francesco Saverio Castiglioni                  | Kirchenstaat                                                           | 1829–1830      | 1 Jahr 7 Monate 30 Tage    | |        |
| 254                            |                                                  | Gregor XVI.                       | Bartolomeo Alberto Cappellari                  | Republik Venedig                                                       | 1831–1846      | 15 Jahre 3 Monate 30 Tage  | Letzter Nicht-Bischof, der zum Papst gewählt wurde |        |
| 255                            |                                                  | Pius IX. (sel.)                   | Giovanni Maria Mastai-Ferretti                 | Kirchenstaat                                                           | 1846–1878      | 31 Jahre 7 Monate 25 Tage  | Längstes nachweisbares Pontifikat der Geschichte (11560 Tage), Erstes Vatikanisches Konzil, 1869–1870; Seligsprechung 2000 |        |
| 256                            |                                                  | Leo XIII.                         | Vincenzo Gioacchino Pecci                      | Frankreich, Département Rome, Carpineto Romano (heutiges Italien)      | 1878–1903      | 25 Jahre 5 Monate          | Sozialenzyklika Rerum Novarum 1891. Drittlängstes Pontifikat der Geschichte (9281 Tage); soweit bekannt ältester amtierender Papst (93 Jahre und 4 Monate). |        |
| 257                            |                                                  | Pius X. (hl.)                     | Giuseppe Melchiorre Sarto                      | Kaisertum Österreich, Königreich Lombardo-Venetien (heutiges Italien)  | 1903–1914      | 11 Jahre 16 Tage           | Heiligsprechung 1954 |        |
| 258                            |                                                  | Benedikt XV.                      | Giacomo della Chiesa                           | Königreich Sardinien (heutiges Italien)                                | 1914–1922      | 7 Jahre 4 Monate 19 Tage   | Promulgation des ersten Codex Iuris Canonici 1917 |        |
| 259                            |                                                  | Pius XI.                          | Achille Ambrogio Damiano Ratti                 | Kaisertum Österreich, Königreich Lombardo-Venetien (heutiges Italien)  | 1922–1939      | 17 Jahre 4 Tage            | Lateranverträge 1929 |        |
| 260                            |                                                  | Pius XII.                         | Eugenio Maria Giuseppe Giovanni Pacelli        | Italien                                                                | 1939–1958      | 19 Jahre 7 Monate 7 Tage   | Seligsprechungsverfahren 1965 eröffnet, seit 2009 Ehrwürdiger Diener Gottes. |        |
| 261                            |                                                  | Johannes XXIII. (hl.)             | Angelo Giuseppe Roncalli                       | Italien                                                                | 1958–1963      | 4 Jahre 7 Monate 6 Tage    | Beginn Zweites Vatikanisches Konzil 1962; Seligsprechung 2000. Die Heiligsprechung fand am 27. April 2014 statt. |        |
| 262                            |                                                  | Paul VI. (hl.)                    | Giovanni Battista Enrico Antonio Maria Montini | Italien                                                                | 1963–1978      | 15 Jahre 1 Monat 21 Tage   | Ende Zweites Vatikanisches Konzil 1965; Seligsprechung 2014. Die Heiligsprechung fand am 14. Oktober 2018 statt. |        |
| 263                            |                                                  | Johannes Paul I. (sel.)           | Albino Luciani                                 | Italien                                                                | 1978           | 1 Monat 3 Tage             | Starb 33 Tage nach der Wahl; erster Papst mit Doppelnamen und einziger, der die Ordnungszahl „I.“ in seinen Namen aufnahm; Seligsprechungsverfahren 2003 eröffnet; Seligsprechung am 4. September 2022. |        |
| 264                            |                                                  | Johannes Paul II. (hl.)           | Karol Józef Wojtyła                            | Polen                                                                  | 1978–2005      | 26 Jahre 5 Monate 17 Tage  | Erster polnischer Papst, erster nicht-italienischer Papst seit 1523; Seligsprechung 1. Mai 2011. Die Heiligsprechung fand am 27. April 2014 statt. Zweitlängstes Pontifikat der Geschichte (9666 Tage). |        |
| 265                            |                                                  | Benedikt XVI.                     | Joseph Aloisius Ratzinger                      | Deutschland                                                            | 2005–2013      | 7 Jahre 10 Monate 9 Tage   | Einziger Papst mit deutscher Staatsangehörigkeit. Verzichtete zum 28. Februar 2013 auf das Amt; soweit bekannt der Papst mit dem höchsten Lebensalter der Kirchengeschichte (95 Jahre, 259 Tage), er erreichte, als Papa emeritus, dieses Alter nicht im Amt. |        |
| 266                            |                                                  | Franziskus                        | Jorge Mario Bergoglio                          | Argentinien                                                            | 2013–2025      | 12 Jahre 1 Monat 8 Tage    | Erster lateinamerikanischer Papst; erster Papst, der dem Orden der Jesuiten angehörte; soweit bekannt, zum Todeszeitpunkt zweitältester Papst. |        |
| 267                            |                                                  | Leo XIV.                          | Robert Francis Prevost                         | Vereinigte Staaten                                                     | 2025–          | 70 Tage (dauert an)        | Erster nordamerikanischer Papst. Ehemaliger Generalprior des Augustinerordens. Hat die Staatsangehörigkeit der USA und Perus. |        |